# Rusia
Rusia (en ruso: Росси́я, romanizado: Rossíyaⓘ), conocida formalmente como Federación de Rusia (Росси́йская Федера́ция) y también citada en ocasiones como Federación Rusa, es un país euroasiático que se extiende sobre Europa del Este y Asia del Norte. Es el país más extenso del mundo, con una superficie de 17 125 191 km², equivalente a algo más de la novena parte de la tierra firme del planeta, y posee una gran variedad de relieve y de ecosistemas. Su capital es la ciudad federal de Moscú.
La forma de gobierno es la república semipresidencialista formada por ochenta y cinco sujetos federales, y es el noveno país con mayor población en el mundo al tener 145 478 097 habitantes. En Rusia existen once zonas horarias, desde UTC+2 hasta UTC+12. Rusia tiene las mayores reservas de recursos energéticos y minerales del mundo aún sin explotar, y es considerada la mayor superpotencia energética. Posee las mayores reservas de recursos forestales y la cuarta parte del agua dulce sin congelar del mundo.
Rusia es el país que limita con mayor número de países, un total de dieciséis, y el que tiene las fronteras más extensas. Limita con los siguientes países (empezando por el noroeste y siguiendo el sentido antihorario): Noruega, Finlandia, Estonia, Letonia, Bielorrusia, Lituania, Polonia, Ucrania, Georgia, Azerbaiyán, Kazajistán, República Popular China, Mongolia y Corea del Norte. Tiene límites de aguas territoriales con varios de los anteriores, con Japón y con Estados Unidos (en concreto, con el estado de Alaska). Limita también con los Estados de reconocimiento limitado de Abjasia y Osetia del Sur. Sus costas están bañadas por el océano Glacial Ártico, el norte del océano Pacífico y mares interiores como el Báltico, el Negro y el Caspio.
La historia de Rusia comienza con los pueblos eslavos orientales. Los eslavos emergieron como un grupo tribal reconocible en Europa entre los siglos III y VIII d. C. El primer Estado de los eslavos orientales, la Rus de Kiev, surgió en el siglo IX y en el año 988 adoptó el cristianismo ortodoxo, producto de la cristianización de la Rus de Kiev llevada a cabo por Cirilo y Metodio, enviados desde el Imperio bizantino. Comenzó entonces una síntesis de las culturas bizantina y eslava que definiría la rusa durante el siguiente milenio.
Tras la invasión mongola de la Rus de Kiev, el primer Estado de los eslavos orientales se desintegró en varios pequeños Estados feudales como, por ejemplo, el Principado de Kiev, y de los cuales resultó ser el más poderoso el Principado de Vladímir-Súzdal. Con el tiempo y debido al auge de la pequeña población en su territorio llamada Moscú,  fundada en 1147, este se transformó en el Principado de Moscú. Este último se convirtió en la fuerza principal en el proceso de la unificación rusa y la lucha por la independencia contra la Horda de Oro. Moscú reunificó gradualmente los antiguos principados circundantes de la Rus de Kiev e intentó dominar en el legado cultural y político de dicho estado. Los actuales pueblos de Bielorrusia, Rusia y Ucrania, además de otros grupos étnicos eslavos, reivindican a la Rus de Kiev como el origen de su legado cultural. En los siglos XVI-XVIII d. C., el país se expandió mediante la conquista, la anexión y la exploración hasta convertirse en el tercer imperio más grande de la historia, el ruso, al extenderse desde Polonia, en poniente, hasta el océano Pacífico y Alaska, en el este.
Rusia ha tenido poder y mucha influencia en el mundo: primero, en la época del Imperio ruso; después, como la república dominante de la Unión Soviética (URSS), el primero y más grande de los Estados socialistas constitucionalmente establecidos y una superpotencia reconocida como tal; y, actualmente, como la Federación de Rusia. Tiene una larga tradición de calidad en todos los aspectos de las artes y de las ciencias. La Federación de Rusia se fundó en 1991, al disolverse la Unión Soviética, y es reconocida como la heredera de la personalidad legal de esta. Es el octavo país por PIB nominal y el sexto por PIB (PPA). Es uno de los cinco países con armas nucleares reconocidos, posee el mayor arsenal de armas de destrucción masiva del mundo, tiene el segundo ejército más poderoso del mundo y el cuarto gasto militar más alto. Rusia es miembro permanente del Consejo de Seguridad de Naciones Unidas, miembro del G20, del APEC y de la OCS, y tiene mucha influencia en los países que fueron repúblicas soviéticas, y aún más en los países miembros Comunidad de Estados Independientes (CEI). Rusia también es el noveno país con mayor número de sitios nombrados por la Unesco como Patrimonio de la Humanidad.

## Etimología
El nombre Rusia se deriva de Rus de Kiev, un estado medieval poblado principalmente por los eslavos orientales. Sin embargo, el nombre propio se hizo más prominente en la historia posterior, y el país fue llamado típicamente por sus habitantes Rússkaya zemliá (Русская земля), que puede traducirse como «tierra rusa». Para distinguir este estado de otros estados derivados de él, la historiografía moderna lo denota como Rus de Kiev. El nombre de Rus en sí proviene de la temprana Edad Media, usado para un grupo de comerciantes y guerreros nórdicos que se trasladaron desde el otro lado del mar Báltico, que fundaron un estado centrado en Nóvgorod, que más tarde se convirtió en la Rus de Kiev.
Una versión latina medieval del nombre Rus fue Rutenia, que se usó como una de varias designaciones para las regiones eslavas orientales y ortodoxas, y comúnmente como designación para las tierras de Rus. El nombre actual del país, Rusia (en ruso: Росси́я; pronunciado Rossíya), proviene de la designación griega bizantina de la Rus, Ρωσσία Rossía —deletreado Ρωσία (Rosía se pronuncia [roˈsia]) en griego moderno. En español, la forma típica de referirse a los ciudadanos de Rusia es la de «rusos». Sin embargo, en el idioma ruso hay dos palabras que se traducen comúnmente al español como «rusos»: una es «ру́сские» (rússkie), que se refiere a los rusos étnicos, y la otra es «россия́не» (rossiyáne), que se refiere a los ciudadanos de la Federación de Rusia, independientemente de su pertenencia a un grupo étnico.

## Historia

### Primeras civilizaciones
El primer asentamiento humano en Rusia se remonta al período olduvayense en el Paleolítico Inferior temprano. Hace unos 2 millones de años, ejemplares del Homo erectus emigraron a la península de Tamán en el sur de Rusia. Se han descubierto herramientas de pedernal, de unos 1.5 millones de años, en el Cáucaso Norte. Los especímenes datados por radiocarbono de las cuevas de Denísova en el macizo de Altái estiman que el espécimen más antiguo del hombre de Denísova vivió hace entre 195 000 y 122 700 años. Dentro de esta última cueva también se encontraron fósiles de «Denny», un híbrido humano arcaico que era mitad neandertal y mitad denisovano, y que vivió hace unos 90 000 años. En Rusia también vivieron algunos de los últimos neandertales supervivientes, de hace unos 45 000 años, encontrados en la cueva de Mezmáiskaya.
El primer rastro de un humano moderno primitivo en Rusia data de hace 45 000 años, en Siberia occidental. El descubrimiento de una alta concentración de restos culturales humanos anatómicamente modernos, de hace al menos 40 000 años, se encontró en Kostionki-Borshchiovo, y en Sungir, que datan de hace 34 600 años —ambos en Rusia occidental. Los humanos llegaron al Ártico ruso hace al menos 40 000 años, en Mámontovaya Kurya.Las antiguas poblaciones del norte de Siberia, similares genéticamente a la cultura Mal'ta-Buret' y Afontova Gora, fueron un importante contribuyente genético a los antiguos nativos americanos y cazadores-recolectores orientales.

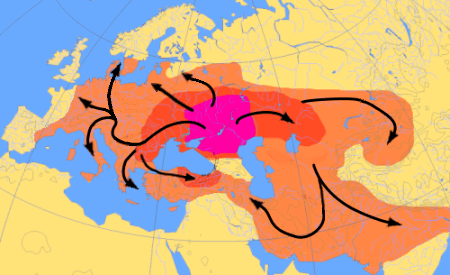
La hipótesis de los kurganes sitúa la región del Volga-Dniéper, al sur de Rusia, como el urheimat de los protoindoeuropeos.

El pastoreo nómada se desarrolló en la estepa póntica a partir del Calcolítico. Se descubrieron restos de estas civilizaciones esteparias en lugares como Ipátovo, Sintashta, Arkaim y Pazyryk, que contienen los primeros rastros conocidos de caballos en la guerra. En la antigüedad clásica, la estepa póntica se conocía como Escitia. A finales del siglo VIII a. C., los comerciantes griegos antiguos llevaron la civilización clásica a los emporios comerciales de Tanais y Fanagoria.
En los siglos III y IV d. C., se desarrolló el reino godo de Oium en el sur de Rusia, que más tarde fue invadido por los hunos. Entre los siglos III y VI d. C., el Reino del Bósforo, que era un estado helenístico que había sucedido a las colonias griegas en el Mar Negro, también se vio abrumado por las invasiones nómadas dirigidas por tribus guerreras como los hunos y los ávaros euroasiáticos. Los jázaros, de origen túrquico, gobernaron las estepas de la cuenca baja del Volga entre los mares Caspio y Negro hasta el siglo X.
Los antepasados de los rusos se encuentran entre las tribus eslavas que se separaron de los protoindoeuropeos, que aparecieron en la parte nororiental de Europa hace aprox. 1500 años. Los eslavos orientales se asentaron gradualmente en el oeste de Rusia en dos oleadas: una que se movió desde Kiev hacia las actuales Súzdal y Múrom y otra desde Pólotsk hacia Nóvgorod y Rostov. Desde el siglo VII en adelante, los eslavos orientales constituyeron la mayor parte de la población en el oeste de Rusia y asimilaron lenta pero pacíficamente a los pueblos fínicos nativos.

### Rus de Kiev

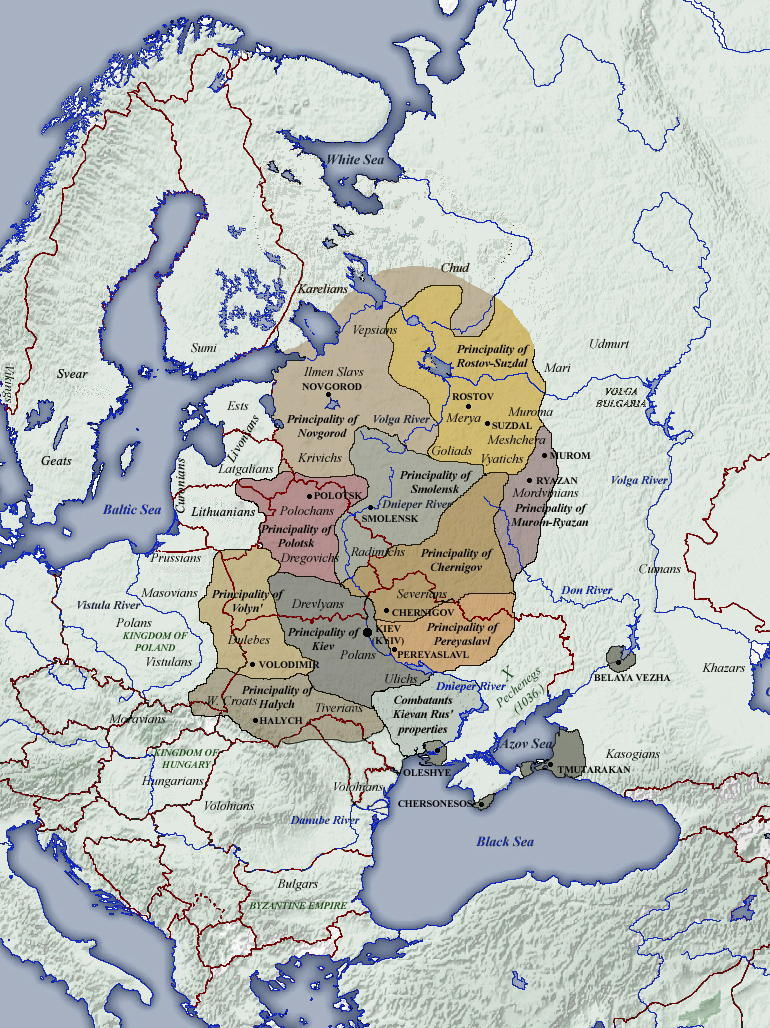
La Rus de Kiev en el siglo

El establecimiento de los primeros estados eslavos orientales en el siglo IX coincidió con la llegada de los varegos, los vikingos que se aventuraron a lo largo de las vías fluviales que se extendían desde el Báltico oriental hasta los mares Negro y Caspio. Según la Crónica Primaria, un varego del pueblo Rus, llamado Rúrik, fue elegido gobernante de Nóvgorod en 862. En 882, su sucesor Oleg se aventuró al sur y conquistó Kiev, que anteriormente había estado pagando tributo a los jázaros. Posteriormente, el hijo de Rúrik, Ígor, y el hijo de Ígor, Sviatoslav, sometieron a todas las tribus eslavas orientales locales al dominio de Kiev, destruyeron el jaganato jázaro y lanzaron varias expediciones militares a Bizancio y Persia.
En los siglos X y XI, la Rus de Kiev se convirtió en uno de los estados más grandes y prósperos de Europa. Los reinados de Vladímir el Grande (980-1015) y su hijo Yaroslav el Sabio (1019-1054) constituyen la Edad de Oro de Kiev, que vio la aceptación del cristianismo ortodoxo de Bizancio y la creación del primer código legal escrito en eslavo oriental, la Rússkaya Pravda. Había llegado la era del feudalismo y la descentralización, marcada por constantes luchas internas entre los miembros de la dinastía ruríkida que gobernaba colectivamente la Rus de Kiev. El dominio de Kiev se desvaneció, en beneficio de Vladímir-Súzdal en el noreste, la República de Nóvgorod en el noroeste y Galitzia-Volinia en el suroeste.
La Rus de Kiev finalmente se desintegró, y el golpe final fue la invasión mongola entre 1237 y 1240, que dio como resultado el saqueo de Kiev y la muerte de una parte importante de la población de la Rus. Los invasores, más tarde conocidos como tártaros, formaron el estado de la Horda de Oro, que saqueó los principados rusos y gobernó el sur y el centro de Rusia durante más de dos siglos.
Galitzia-Volinia finalmente fue asimilada por el Reino de Polonia, mientras que la República de Nóvgorod y Vladímir-Súzdal, dos regiones en la periferia de Kiev, establecieron las bases para la nación rusa moderna. Liderados por el príncipe Alejandro Nevski, los habitantes de Nóvgorod repelieron a los invasores suecos en la batalla del Nevá en 1240, así como a los cruzados germánicos en la batalla del Hielo en 1242.

### Principado de Moscú

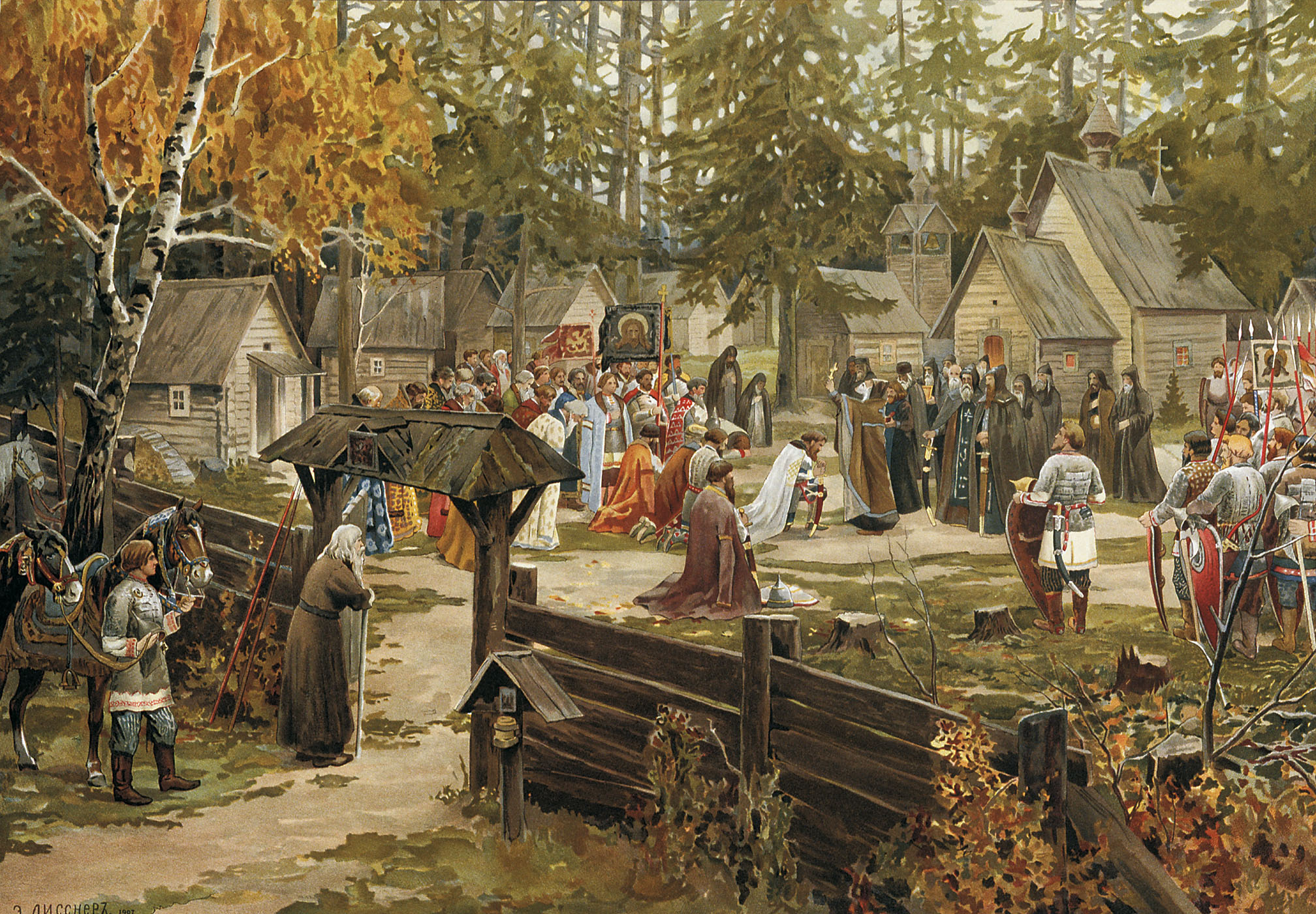
Sergio de Rádonezh bendiciendo a Dmitri Donskói en el monasterio de la Trinidad y San Sergio, antes de la batalla de Kulikovo, representado en una pintura de Ernst Lissner

El estado más poderoso que finalmente surgió después de la destrucción de la Rus de Kiev fue el Principado de Moscú, inicialmente era parte del Principado de Vladímir-Súzdal. Mientras aún se encontraba bajo el yugo de los mongol-tártaros y con su connivencia, Moscú comenzó a afirmar su influencia en la región a principios del siglo XIV, convirtiéndose gradualmente en la fuerza líder en el proceso de reunificación de las tierras de la Rus y la expansión de Rusia. El último rival de Moscú, la República de Nóvgorod, prosperó como el principal centro de comercio de pieles y el puerto más oriental de la Liga Hanseática.
El ejército unido de los principados rusos, liderado por el príncipe Dmitri Donskói de Moscú y ayudado por la Iglesia Ortodoxa Rusa, infligió una derrota histórica a los tártaros mongoles en la batalla de Kulikovo en 1380. Moscú absorbió gradualmente a su matriz Vladímir-Súzdal, y luego a los principados circundantes, incluidos rivales anteriormente fuertes como Tver y Nóvgorod.
Iván III «el Grande» finalmente se deshizo del control de la Horda de Oro y consolidó todo el norte de la Rus bajo el dominio de Moscú, y fue el primer gobernante ruso en tomar el título de «Gran príncipe de toda Rusia». Después de la caída de Constantinopla en 1453, Moscú reclamó la sucesión del legado del Imperio Romano de Oriente. Iván III se casó con Sofía Paleólogo, la sobrina del último emperador bizantino, Constantino XI, e hizo suyo el símbolo de la águila bicéfala bizantina, que finalmente aparecería en el escudo de armas de Rusia.

### Zarato ruso

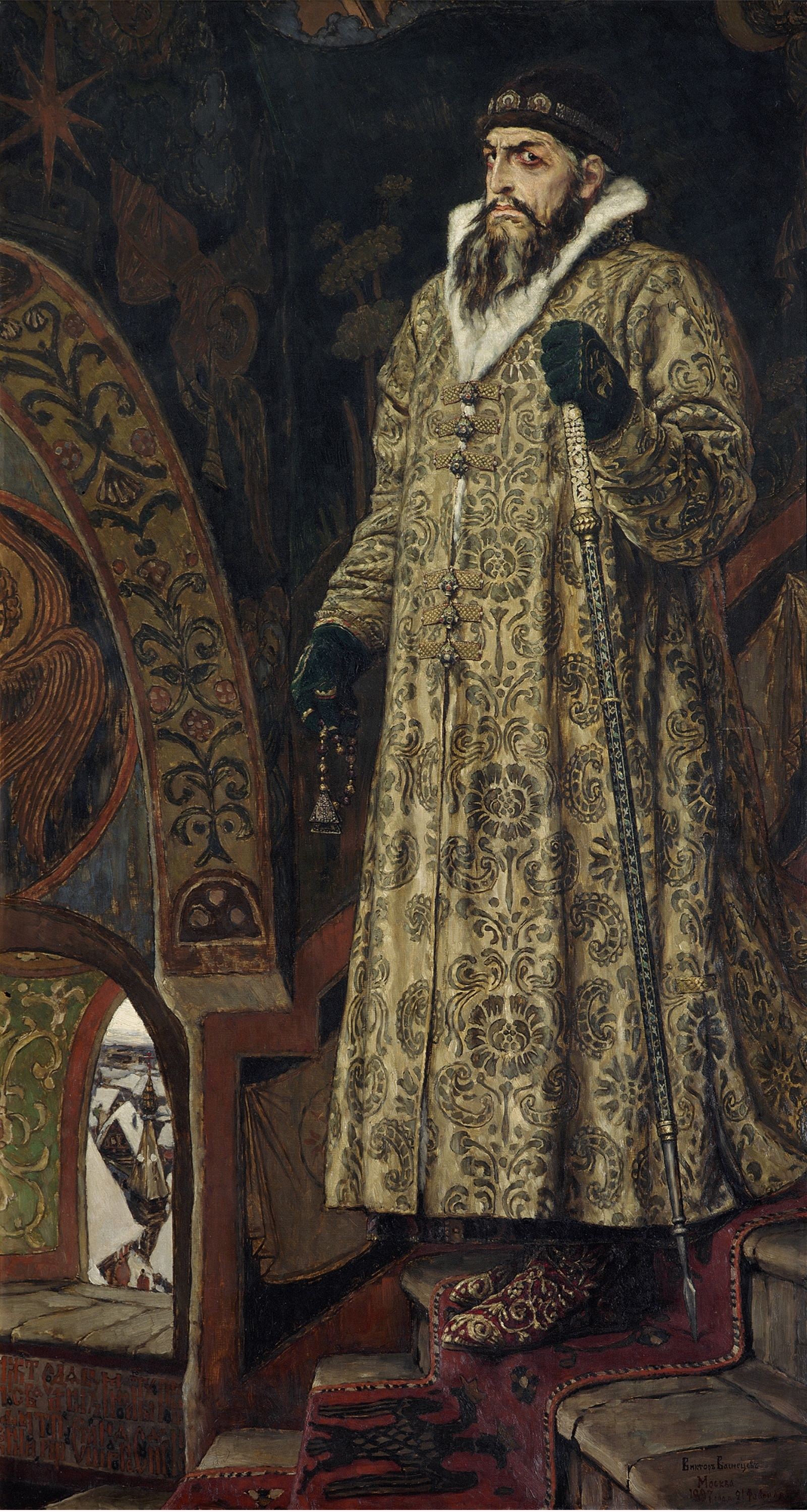
El zar Iván el Terrible, en un retrato idealizado pintado por Víktor Vasnetsov, 1897.

El gran duque Iván IV «El Terrible» fue coronado oficialmente como el primer zar de Rusia en 1547, durante el desarrollo de las ideas de la Tercera Roma. El zar promulgó un nuevo código de leyes (Sudébnik de 1550), estableció el primer organismo representativo feudal ruso (Zemski Sobor), renovó las fuerzas armadas, frenó la influencia del clero y reorganizó el gobierno local. Durante su largo reinado, Iván casi duplicó el ya extenso territorio ruso al anexar los tres kanatos tártaros: Kazán y Astracán a lo largo del Volga, y el kanato de Sibir en el suroeste de Siberia. Finalmente, a fines del siglo XVI, Rusia se expandió al este de los montes Urales. Sin embargo, el zarato se vio debilitado por la larga y fallida guerra de Livonia contra la coalición del Reino de Polonia y el Gran Ducado de Lituania (de su posterior unión nació la Mancomunidad de Polonia-Lituania), el Reino de Suecia y Dinamarca-Noruega por el acceso a la costa báltica y el comercio marítimo. En 1572, un ejército invasor de tártaros de Crimea fue completamente derrotado en la crucial batalla de Molodi.
La muerte de los hijos de Iván marcó el final de la antigua dinastía ruríkida en 1598 y, en combinación con la desastrosa hambruna de 1601-1603, condujo a una guerra civil, el gobierno de los pretendientes y la intervención extranjera durante la Época de la Inestabilidad a principios del siglo XVII. La Mancomunidad de Polonia-Lituania, aprovechándose, ocupó partes de Rusia y se extendió hasta la capital, Moscú. En 1612, los polacos se vieron obligados a retirarse por el cuerpo de voluntarios rusos, dirigido por el comerciante Kuzmá Minin y el príncipe Dmitri Pozharski. La dinastía Románov accedió al trono en 1613 por decisión del Zemski Sobor, y el país inició su recuperación gradual de la crisis.
Rusia continuó su crecimiento territorial durante el siglo XVII, considerada la era de los cosacos. En 1654, el líder cosaco, Bogdán Jmelnitski, ofreció colocar a Ucrania bajo la protección del zar ruso Alejo; cuya aceptación de esta oferta condujo a otra guerra ruso-polaca. En última instancia, Ucrania se dividió a lo largo del Dniéper, dejando la parte oriental (Ucrania del Margen Izquierdo y Kiev) bajo el mandato ruso. En el este, continuó la rápida exploración y colonización rusa de la vasta Siberia, en busca de valiosas pieles y marfil. Los exploradores rusos avanzaron hacia el este principalmente a lo largo de las vías fluviales de Siberia y, a mediados del siglo XVII, había asentamientos rusos en el este de Siberia, en la península de Chukchi, a lo largo del río Amur y en la costa del océano Pacífico. En 1648, Semión Dezhniov se convirtió en el primer europeo en navegar por el estrecho de Bering.

### Imperio ruso

Expansión y evolución territorial de Rusia entre los siglos y.

Durante el reinado de Pedro el Grande, Rusia fue proclamada imperio en 1721 y se convirtió en una de las grandes potencias europeas. Pedro, que gobernó de 1682 a 1725, derrotó a Suecia en la gran guerra del Norte (1700-1721), asegurando el acceso de Rusia al mar y al comercio marítimo. En 1703, en el Mar Báltico, Pedro fundó San Petersburgo como la nueva capital de Rusia. A lo largo de su gobierno, se realizaron reformas radicales, que trajeron importantes influencias culturales de Europa occidental a Rusia. El reinado de Isabel (1741-1762), hija de Pedro I, vio la participación de Rusia en la guerra de los Siete Años (1756-1763). Durante el conflicto, las tropas rusas invadieron Prusia Oriental e incluso llegaron a las puertas de Berlín. Sin embargo, tras la muerte de Isabel, todas estas conquistas fueron devueltas al Reino de Prusia por el proprusiano Pedro III de Rusia.
Catalina II («la Grande»), que gobernó entre 1762 y 1796, presidió el Siglo de las Luces ruso. Extendió el control político ruso sobre la Mancomunidad de Polonia-Lituania e incorporó la mayoría de sus territorios a Rusia, convirtiéndolo en el país más poblado de Europa. En el sur, después de las exitosas guerras ruso-turcas contra el Imperio otomano, Catalina extendió las fronteras de Rusia hasta el Mar Negro, disolvió el kanato de Crimea y anexó Crimea. Como resultado de las victorias sobre el Irán kayarí a través de las guerras ruso-persas, en la primera mitad del siglo XIX, Rusia también obtuvo ganancias territoriales significativas en el Cáucaso. Pablo I, hijo y sucesor de Catalina, era inestable y se concentraba predominantemente en asuntos domésticos. Después de su breve reinado, la estrategia de Catalina continuó con Alejandro I (1801-1825) arrebatando Finlandia a la debilitada Suecia en 1809, y Besarabia a los otomanos en 1812. En América del Norte, los rusos se convirtieron en los primeros europeos en alcanzar y colonizar Alaska. Entre 1803 y 1806 se realizó la primera circunnavegación rusa. En 1820, una expedición rusa descubrió el continente de la Antártida.
Durante las guerras napoleónicas, Rusia se alió con varias potencias europeas y luchó contra Francia. La invasión francesa de Rusia en pleno apogeo del poder de Napoleón llegó a Moscú, en 1812, pero finalmente fracasó estrepitosamente ya que la obstinada resistencia en combinación con el gélido invierno ruso condujo a una derrota desastrosa de los invasores, en la que la Grande Armée paneuropea se enfrentó por completo a su destrucción. El Ejército Imperial Ruso, dirigido por Mijaíl Kutúzov y Barclay de Tolly, derrocó a Napoleón y atravesó toda Europa en la guerra de la Sexta Coalición, finalmente entró en París. Alejandro I controló la delegación de Rusia en el Congreso de Viena, que definió el mapa de la Europa posnapoleónica.

La retirada de Napoleón de Moscú por Albrecht Adam (1851).

Los oficiales que persiguieron a Napoleón en Europa Occidental llevaron a Rusia las ideas del liberalismo e intentaron limitar los poderes del zar durante la frustrada revuelta decembrista de 1825. El final del reinado conservador de Nicolás I (1825-1855), un periodo cenital del poder y la influencia de Rusia en Europa, se vio interrumpido por la derrota en la guerra de Crimea. El sucesor de Nicolás, Alejandro II (1855-1881), promulgó importantes cambios en todo el país, incluida la reforma emancipadora de 1861. Estas reformas impulsaron la industrialización y modernizaron el ejército imperial ruso, que liberó gran parte de los Balcanes del dominio otomano tras la guerra ruso-turca (1877-1878). Durante la mayor parte del siglo XIX y principios del XX, Rusia y Gran Bretaña se confabularon en torno a Afganistán y sus territorios vecinos en Asia central y meridional; la rivalidad entre los dos grandes imperios europeos llegó a conocerse como el Gran Juego.
A fines del siglo XIX, se produjo el surgimiento de varios movimientos socialistas en Rusia. Alejandro II fue asesinado en 1881 por terroristas revolucionarios. El reinado de su hijo Alejandro III (1881-1894) fue menos liberal pero más pacífico. El último emperador ruso, Nicolás II (1894-1917), no pudo evitar los acontecimientos de la revolución rusa de 1905, desencadenada por la humillante guerra ruso-japonesa y el incidente de la manifestación conocido como Domingo Sangriento. El levantamiento fue sofocado, pero el gobierno se vio obligado a conceder importantes reformas (Constitución rusa de 1906), incluida la concesión de las libertades de expresión y reunión, la legalización de los partidos políticos y la creación de un órgano legislativo electo, la Duma Imperial.

### Revolución y guerra civil

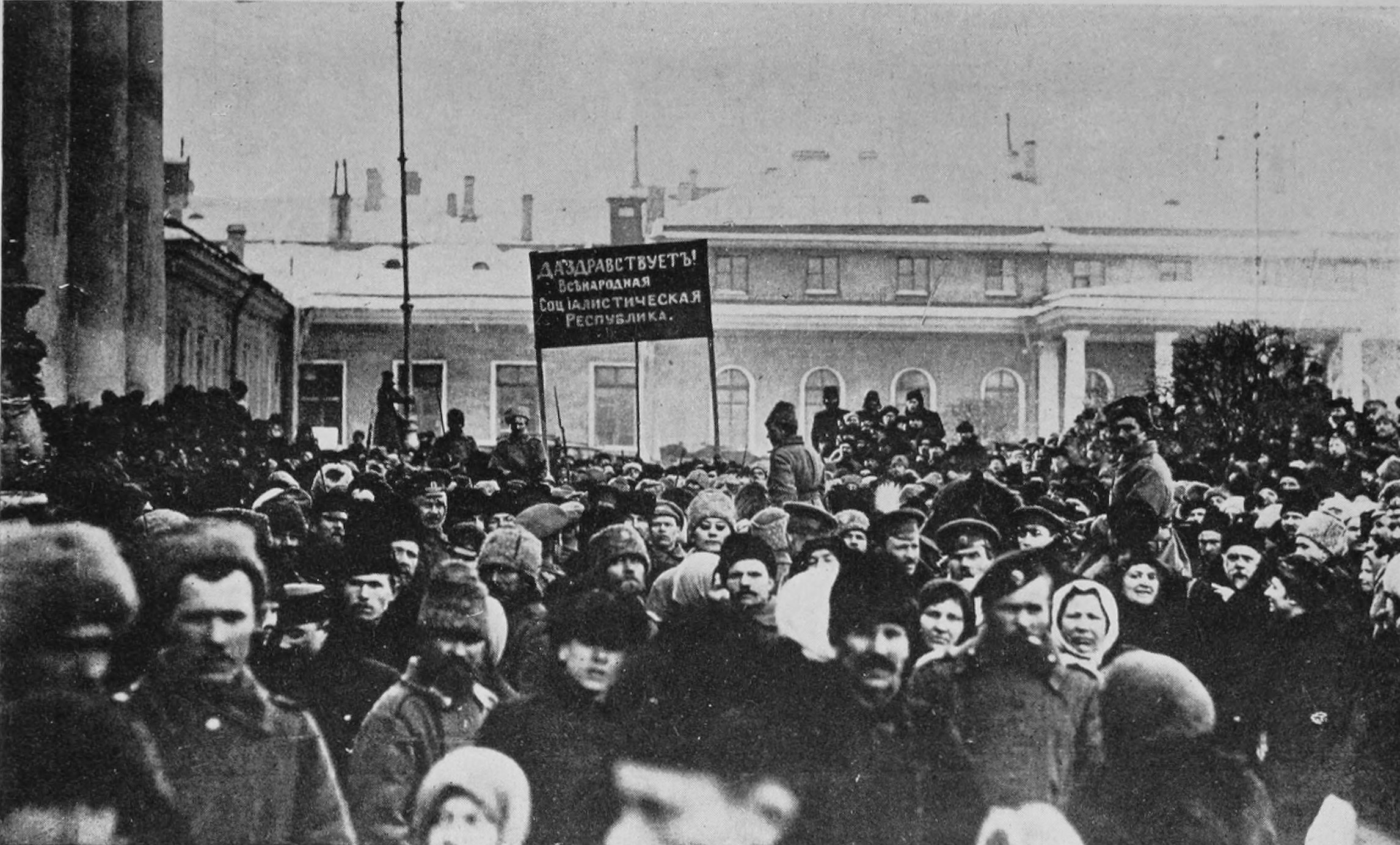
Manifestantes de la Revolución de Febrero en Petrogrado (actual San Petersburgo)

En 1914, Rusia entró en la Primera Guerra Mundial en respuesta a la declaración de guerra del Imperio austrohúngaro a Serbia, aliado de Rusia, y luchó en múltiples frentes mientras estaba aislada de sus aliados de la Triple Entente. En 1916, la ofensiva Brusílov del Ejército Imperial Ruso destruyó casi por completo al Ejército austrohúngaro. Sin embargo, la desconfianza pública ya existente hacia el régimen se profundizó por los crecientes costos de la guerra, el alto número de bajas y los rumores de corrupción y traición. Todo esto formó el clima de la revolución rusa de 1917, llevada a cabo en dos grandes actos. A principios de 1917, Nicolás II se vio obligado a abdicar; él y su familia fueron encarcelados y luego ejecutados en Ekaterimburgo durante la guerra civil rusa.
A raíz de la Revolución de Febrero, la monarquía fue reemplazada por una inestable coalición de partidos políticos que se autoproclamó Gobierno Provisional. El Gobierno Provisional proclamó la República Rusa en septiembre. El 6 de enerojul./ 19 de enero de 1918greg., la Asamblea Constituyente Rusa declaró a Rusia una república federal democrática (ratificando así la decisión del Gobierno Provisional). Al día siguiente, la Asamblea Constituyente, en la que dominaban los socialistas revolucionarios, fue disuelta por el Comité Ejecutivo Central Panruso dominado por los bolcheviques.

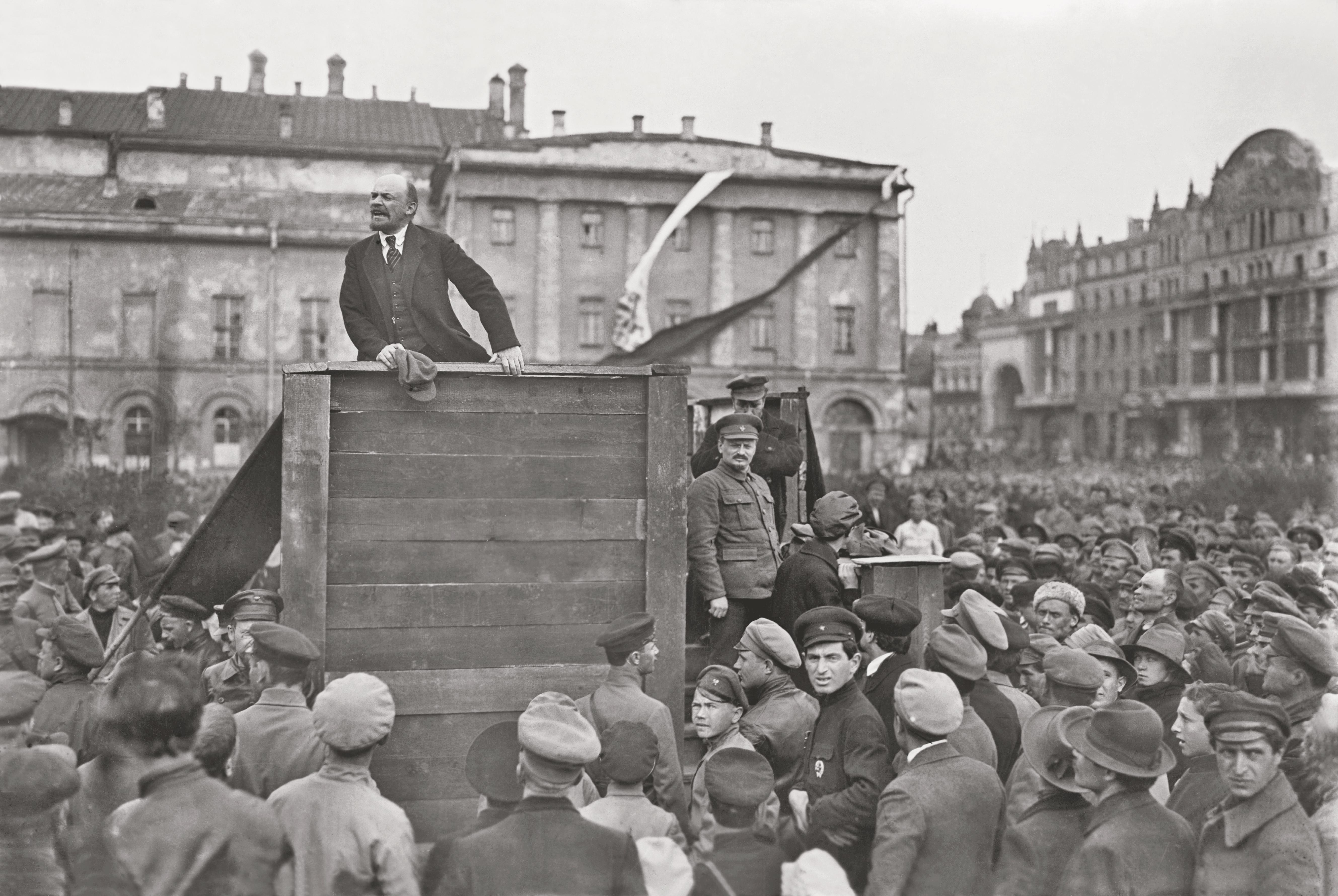
Vladímir Lenin, León Trotski y Lev Kámenev motivan a las tropas a luchar en la guerra soviético-polaca, el 1 de mayo de 1920.

Coexistía un establecimiento socialista alternativo, el Sóviet de Petrogrado, que ejercía el poder a través de los consejos de trabajadores y campesinos elegidos democráticamente, llamados sóviets. El gobierno de las nuevas autoridades solo agravó la crisis del país en lugar de resolverla y, finalmente, la Revolución de Octubre, encabezada por el líder bolchevique Vladímir Lenin, derrocó al Gobierno Provisional y otorgó pleno poder al gobierno bolchevique, lo que condujo a la creación del primer estado socialista del mundo. Estalló la guerra civil rusa entre el movimiento blanco monárquico, socialdemócratas moderados, como los socialistas revolucionarios, y el nuevo régimen soviético con su Ejército Rojo. A raíz de la firma del Tratado de Brest-Litovsk que puso fin a las hostilidades con las potencias centrales de la Primera Guerra Mundial; la Rusia bolchevique entregó la mayor parte de sus territorios occidentales, que albergaban al 34 % de su población, el 54 % de sus industrias, el 32 % de sus tierras agrícolas y aproximadamente el 90 % de sus minas de carbón.
Las potencias aliadas lanzaron una infructuosa intervención militar en apoyo de las fuerzas anticomunistas. Al mismo tiempo, tanto los bolcheviques como el movimiento blanco llevaron a cabo campañas de deportaciones y ejecuciones de forma mutua, conocidas respectivamente como el Terror Rojo y el Terror Blanco. Al final de la violenta guerra civil, la economía y la infraestructura de Rusia sufrieron graves daños y hasta 10 millones perecieron durante la guerra, en su mayoría eran civiles. Millones se convirtieron en emigrados blancos y la hambruna rusa de 1921-1922 se cobró hasta cinco millones de víctimas.

### Unión Soviética

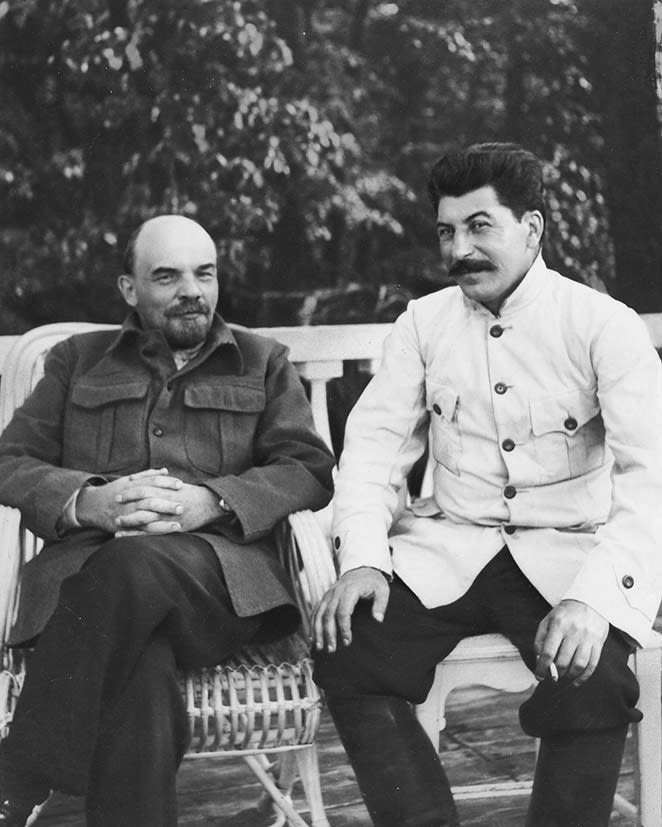
Iósif Stalin se reúne con un convaleciente Lenin en Gorki, septiembre de 1922.

Lenin y sus colaboradores, el 30 de diciembre de 1922, fundaron la Unión Soviética, uniendo la RSFS de Rusia en un solo estado con las repúblicas de Bielorrusia, Transcaucasia y Ucrania. Con el tiempo, los cambios en las fronteras internas y las anexiones durante la Segunda Guerra Mundial crearon una unión de 15 repúblicas; la más grande en tamaño y población era la RSFS de Rusia, que lideró la unión durante toda su historia; política, cultural y económicamente. Tras la muerte de Lenin en 1924, se designó una troika para hacerse cargo. Finalmente, Iósif Stalin, el secretario general del Partido Comunista, logró suprimir todas las facciones de oposición y consolidar el poder en sus manos para convertirse en el único gobernante del país en la década de 1930. León Trotski, el principal defensor de la revolución mundial, fue exiliado de la Unión Soviética en 1929, y la idea de Stalin del socialismo en un solo país se convirtió en la política oficial. La continua lucha interna dentro del partido bolchevique culminó con la Gran Purga.
Bajo el liderazgo de Stalin, el gobierno puso en marcha una economía planificada, la industrialización del país mayoritariamente rural y la colectivización de su agricultura. Durante este período de rápidos cambios económicos y sociales, millones de personas fueron enviadas a campos de trabajos forzados, incluidos muchos convictos políticos por su supuesta o real oposición al gobierno de Stalin; y millones fueron deportados y exiliados a áreas remotas de la Unión Soviética. La desorganización de la transición de la agricultura del país, combinada con las duras políticas estatales y la sequía, condujo a la hambruna soviética de 1932-1933; que mató hasta 8,7 millones de personas. La Unión Soviética, en última instancia, hizo la costosa transformación de una economía mayoritariamente agraria a una gran potencia industrial en un corto período de tiempo.

#### Segunda Guerra Mundial

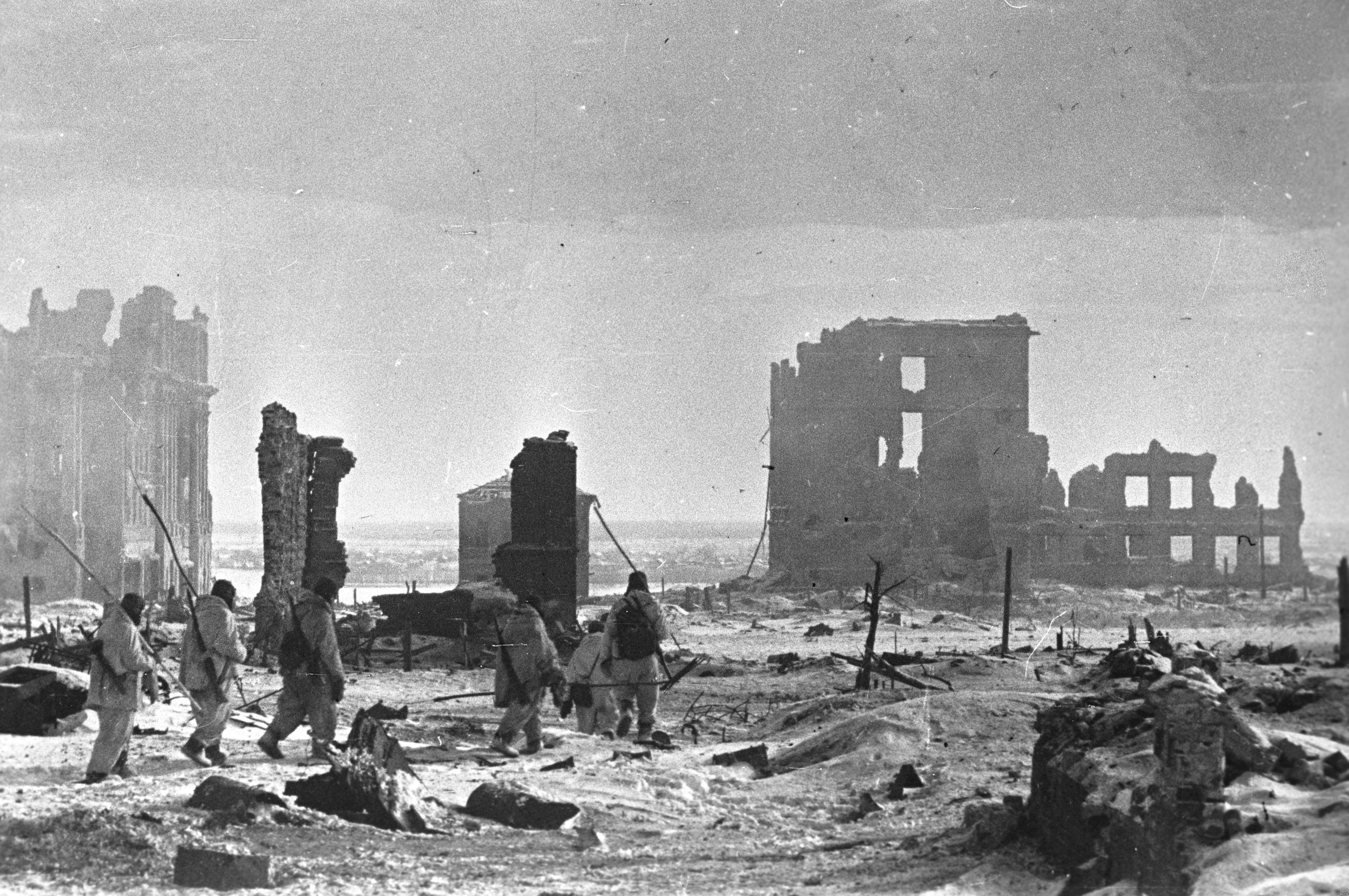
La batalla de Stalingrado, la batalla más grande y sangrienta en la historia de la guerra, terminó en 1943 con una decisiva victoria soviética contra el ejército alemán.

La Unión Soviética entró en la Segunda Guerra Mundial el 17 de septiembre de 1939 con su invasión de Polonia, de acuerdo con un protocolo dentro del Pacto Ribbentrop-Mólotov con la Alemania nazi. Posteriormente la Unión Soviética invadió Finlandia, ocupó y anexó las repúblicas bálticas, así como partes de Rumania.: 91–95  El 22 de junio de 1941, Alemania rompió el tratado de no agresión e invadió la Unión Soviética; lo que abrió el Frente Oriental, el escenario más grande de la Segunda Guerra Mundial.: 7 
Finalmente, unos 5 millones de soldados del Ejército Rojo fueron capturados por los nazis;: 272  éstos mataron deliberadamente de hambre o de otra forma a 3,3 millones de prisioneros de guerra soviéticos y a una gran cantidad de civiles, ya que el «Plan Hambre» buscaba cumplir con el Plan General del Este.: 175–186  Aunque la Wehrmacht tuvo un éxito inicial considerable, su ataque se detuvo en la batalla de Moscú. Posteriormente, los alemanes sufrieron grandes derrotas, primero en la batalla de Stalingrado en el invierno entre 1942 y 1943; y luego en la batalla de Kursk en el verano de 1943. Otro fracaso alemán fue el sitio de Leningrado, en el que la ciudad fue totalmente bloqueada por tierra entre 1941 y 1944 por fuerzas alemanas y finlandesas, sufrió hambre y más de un millón de muertos, pero nunca se rindió. Las fuerzas soviéticas atravesaron toda Europa central y oriental entre 1944 y 1945; capturaron Berlín en mayo de 1945. En agosto de 1945, el ejército soviético invadió Manchuria y expulsó a los japoneses del noreste de Asia, lo que contribuyó a la victoria aliada sobre Japón.
El período de 1941 a 1945 de la Segunda Guerra Mundial se conoce en Rusia como la Gran Guerra Patria. La Unión Soviética, junto con los Estados Unidos, el Reino Unido y China fueron considerados los Cuatro Grandes de las potencias aliadas en la Segunda Guerra Mundial, y más tarde se convirtieron en las Cuatro Potencias, que fue la base del Consejo de Seguridad de las Naciones Unidas.: 27  Durante la guerra, las muertes de civiles y militares soviéticos fueron entre 26 y 27 millones, lo que representa aproximadamente la mitad de todas las perdidas civiles y militares de la Segunda Guerra Mundial.: 295  La economía y la infraestructura soviéticas sufrieron una devastación masiva, lo que provocó la hambruna soviética de 1946-1947. Sin embargo, a costa de un gran sacrificio, la Unión Soviética emergió como una superpotencia mundial.

#### Guerra Fría

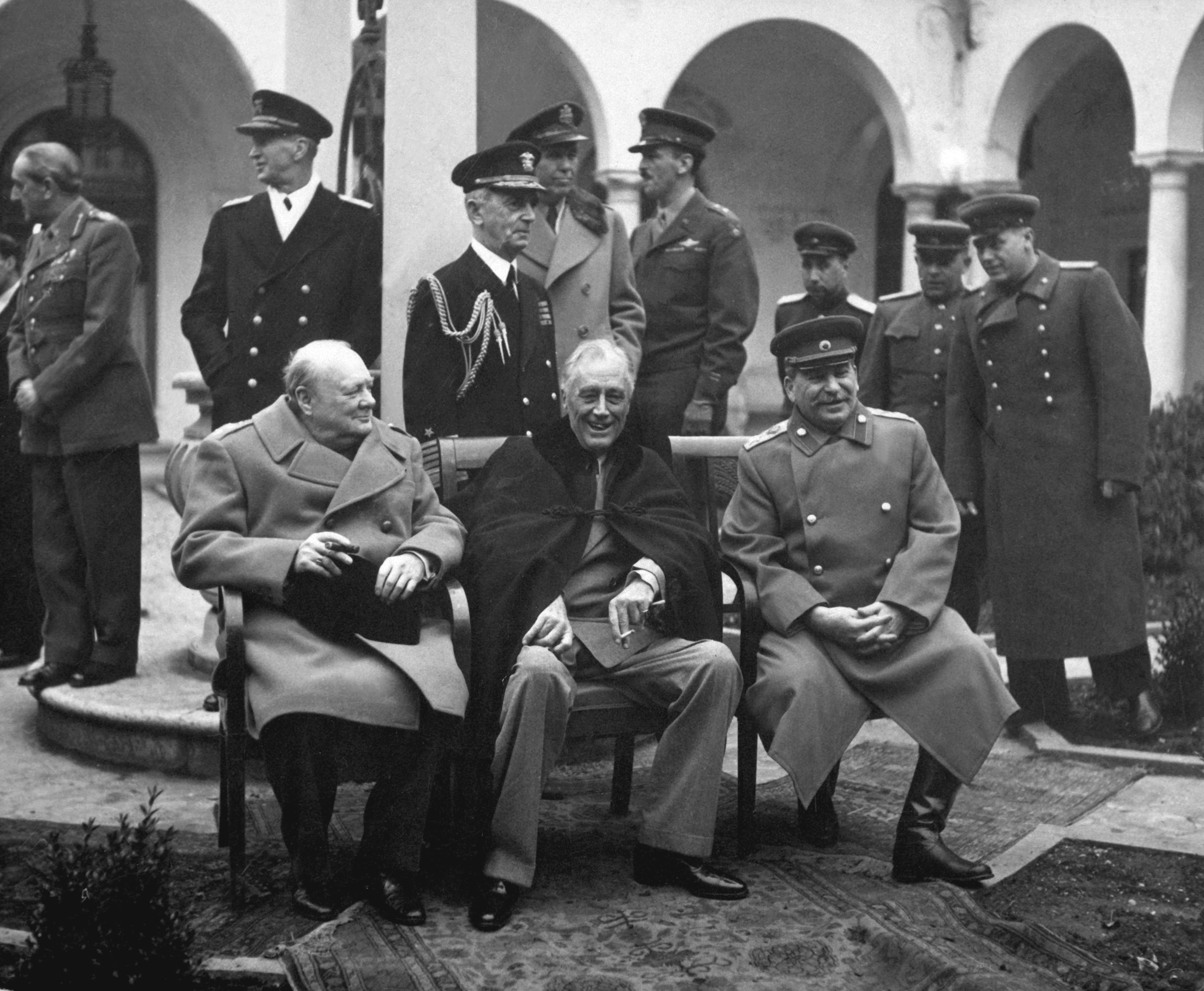
Los «Tres Grandes» en la Conferencia de Yalta, Winston Churchill, Franklin D. Roosevelt e Iósif Stalin; febrero de 1945.

Después de la Segunda Guerra Mundial, partes de Europa Central y del Este, incluida Alemania Oriental y partes del este de Austria, fueron ocupadas por el Ejército Rojo según la Conferencia de Potsdam. Se instalaron gobiernos comunistas dependientes en los estados satélites del Bloque del Este. La Unión Soviética, después de convertirse en la segunda potencia nuclear del mundo, estableció la alianza del Pacto de Varsovia y entró en una lucha por el dominio mundial, conocida como la Guerra Fría, con sus rivales Estados Unidos y la OTAN. Después de la muerte de Stalin en 1953 y un breve período de gobierno colectivo, el nuevo líder Nikita Jrushchov denunció a Stalin y lanzó la política de desestalinización, liberando a muchos presos políticos de los campos de trabajo del Gulag. El relajamiento general de las políticas represivas se denominó más tarde como el deshielo de Jrushchov. Al mismo tiempo, las tensiones de la Guerra Fría alcanzaron su punto máximo cuando los dos rivales se enfrentaron por el despliegue de los misiles Jupiter estadounidenses en Turquía y los misiles soviéticos en Cuba.
En 1957, la Unión Soviética lanzó el primer satélite artificial del mundo, el Sputnik 1, dando así comienzo a la era espacial. El cosmonauta ruso Yuri Gagarin se convirtió en el primer ser humano en orbitar la Tierra, a bordo de la nave espacial tripulada Vostok 1, el 12 de abril de 1961. Tras la destitución de Jrushchov en 1964, se produjo otro período de gobierno colectivo, hasta que Leonid Brézhnev se convirtió en el líder. La época de la década de 1970 y principios de la de 1980 fue designada más tarde como el estancamiento brezhneviano. La reforma de Kosygin de 1965 tenía como objetivo la descentralización parcial de la economía soviética. En 1979, después de una revolución liderada por los comunistas en Afganistán, las fuerzas soviéticas invadieron el país y finalmente comenzaron la guerra afgano-soviética. En mayo de 1988, los soviéticos comenzaron a retirarse de Afganistán debido a la oposición internacional, la persistente guerra de guerrillas antisoviética y la falta de apoyo de los ciudadanos soviéticos.

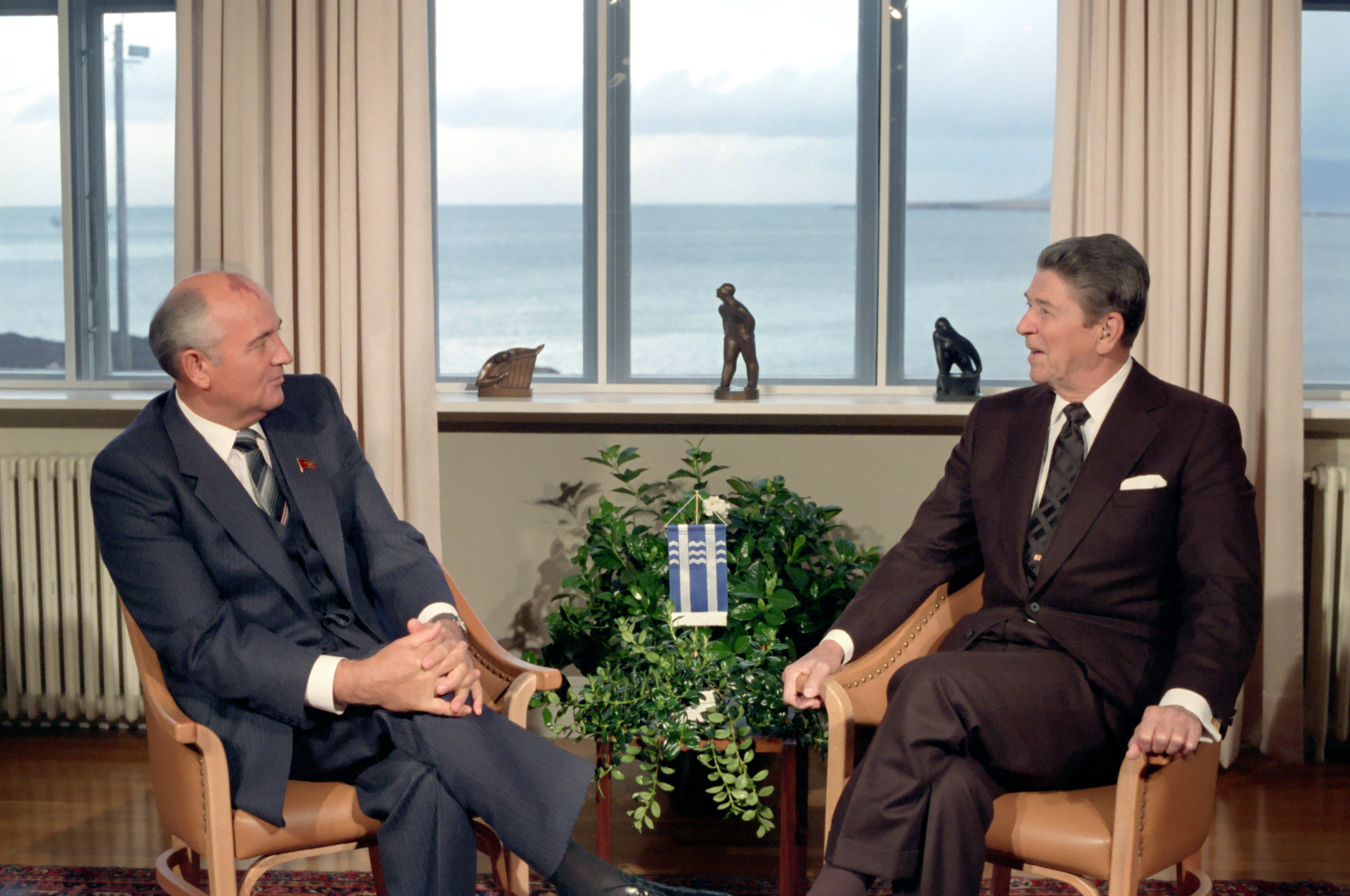
Mijaíl Gorbachov en conversaciones cara a cara con Ronald Reagan en la Cumbre de Reikiavik, 1986.

A partir de 1985, el último líder soviético, Mijaíl Gorbachov, que buscaba promulgar reformas liberales en el sistema soviético, introdujo las políticas de glasnost (apertura) y perestroika (reestructuración) en un intento por poner fin al período de estancamiento económico y democratizar el gobierno. Sin embargo, esto condujo al surgimiento de fuertes movimientos nacionalistas y separatistas en todo el país. Antes de 1991, la economía soviética era la segunda más grande del mundo, pero durante sus últimos años entró en crisis.
En 1991, la agitación económica y política comenzó a desbordarse cuando los países bálticos optaron por separarse de la Unión Soviética. El 17 de marzo se llevó a cabo un referéndum en el que la gran mayoría de los ciudadanos participantes votaron a favor de convertir la Unión Soviética en una federación renovada. En junio de 1991, Boris Yeltsin se convirtió en el primer presidente elegido directamente en la historia de Rusia cuando fue elegido presidente de la RSFS de Rusia. En agosto de 1991, un intento de golpe de Estado por parte de miembros del gobierno de Gorbachov, dirigido contra Gorbachov y con el objetivo de preservar la Unión Soviética, condujo al final del Partido Comunista de la Unión Soviética. El 25 de diciembre de 1991, tras la disolución de la Unión Soviética, junto con la Rusia contemporánea, surgieron otros catorce estados postsoviéticos.

### Federación de Rusia

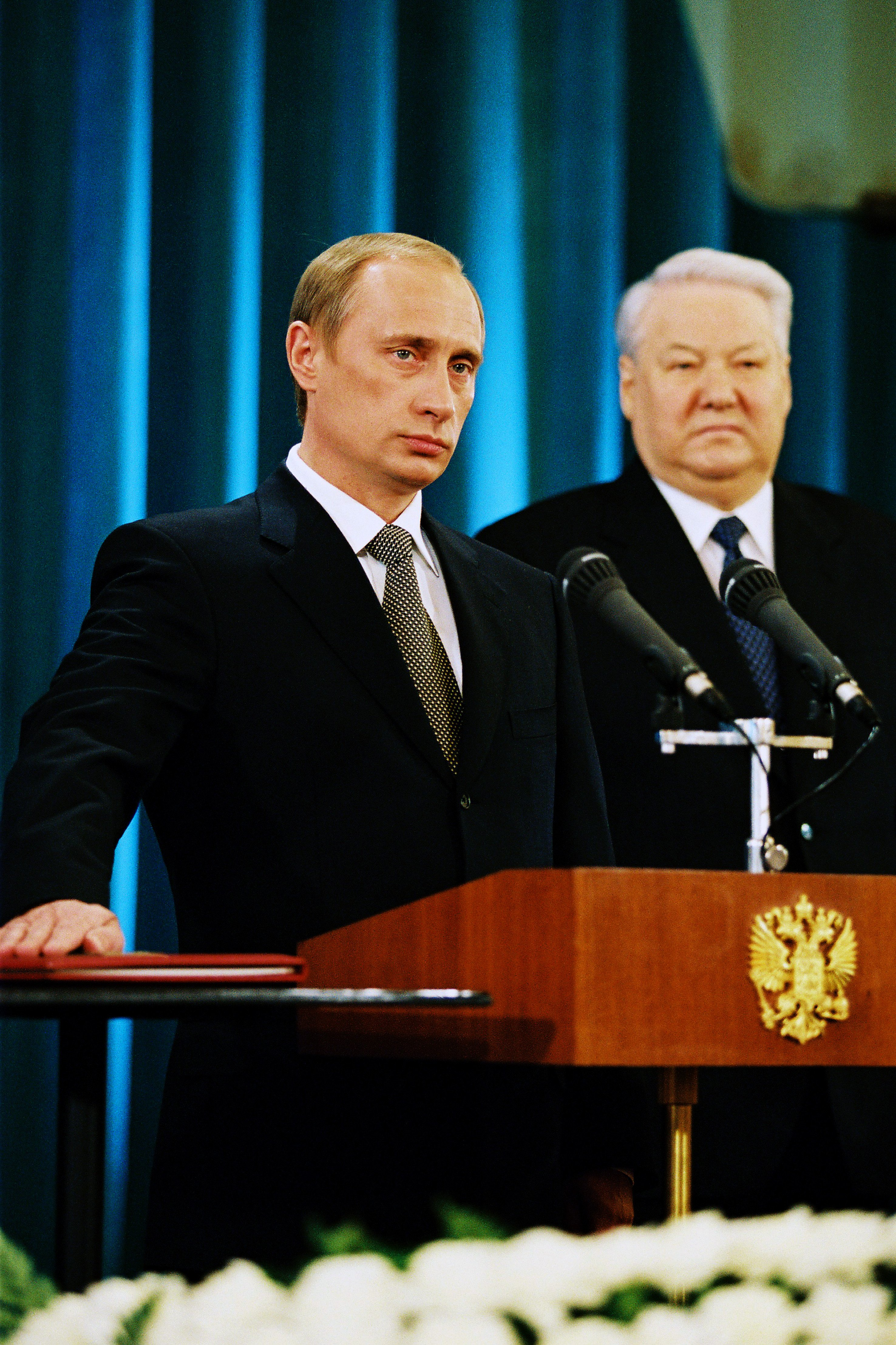
Vladímir Putin presta juramento como presidente en su primera toma de posesión, con Boris Yeltsin de fondo, 2000.

El colapso económico y político de la Unión Soviética llevó a Rusia a una profunda y prolongada depresión. Durante y después de la desintegración de la Unión Soviética, se emprendieron reformas de amplio alcance, incluidas la Privatización y la liberalización del mercado y el comercio, incluidos cambios radicales en el sentido de la «terapia de choque». La privatización cambió en gran medida el control de las empresas de las agencias estatales a personas con conexiones internas en el gobierno, lo que condujo al surgimiento de los infames oligarcas rusos. Muchos de los nuevos ricos movieron miles de millones en efectivo y activos fuera del país en una enorme fuga de capitales. La depresión de la economía condujo al colapso de los servicios sociales — la tasa de natalidad se desplomó mientras que la tasa de mortalidad se disparó y millones se hundieron en la pobreza; mientras que la corrupción extrema, así como las bandas criminales y el crimen organizado aumentaron significativamente. El exceso de mortalidad directamente atribuible a estas políticas de choque se estima entre 3,5 y 10 millones de personas.
A fines de 1993, las tensiones entre Yeltsin y el parlamento ruso culminaron en una crisis constitucional que terminó violentamente por medio de la fuerza militar. Durante la crisis, Yeltsin fue respaldada por los gobiernos occidentales y más de 100 personas murieron. En diciembre, se llevó a cabo y aprobó un referéndum que introdujo una nueva constitución, lo que otorgó al presidente amplios poderes. La década de 1990 estuvo plagada de conflictos armados en el Cáucaso Norte, tanto escaramuzas étnicas locales como insurrecciones islamistas separatistas. Desde el momento en que los separatistas chechenos declararon su independencia a principios de la década de 1990, se libró una intermitente guerra de guerrillas entre los grupos rebeldes y las fuerzas rusas. Los separatistas chechenos llevaron a cabo ataques terroristas contra civiles, que cobraron la vida de miles de civiles rusos.
Tras la disolución de la Unión Soviética, Rusia asumió la responsabilidad de saldar las deudas externas de esta última. En 1992, se eliminaron la mayoría de los controles de precios al consumidor, lo que provocó una inflación extrema y una devaluación significativa del rublo. Los altos déficits presupuestarios, junto con el aumento de la fuga de capitales y la incapacidad para pagar las deudas, provocaron la crisis financiera rusa de 1998, que resultó en una mayor caída del PIB.

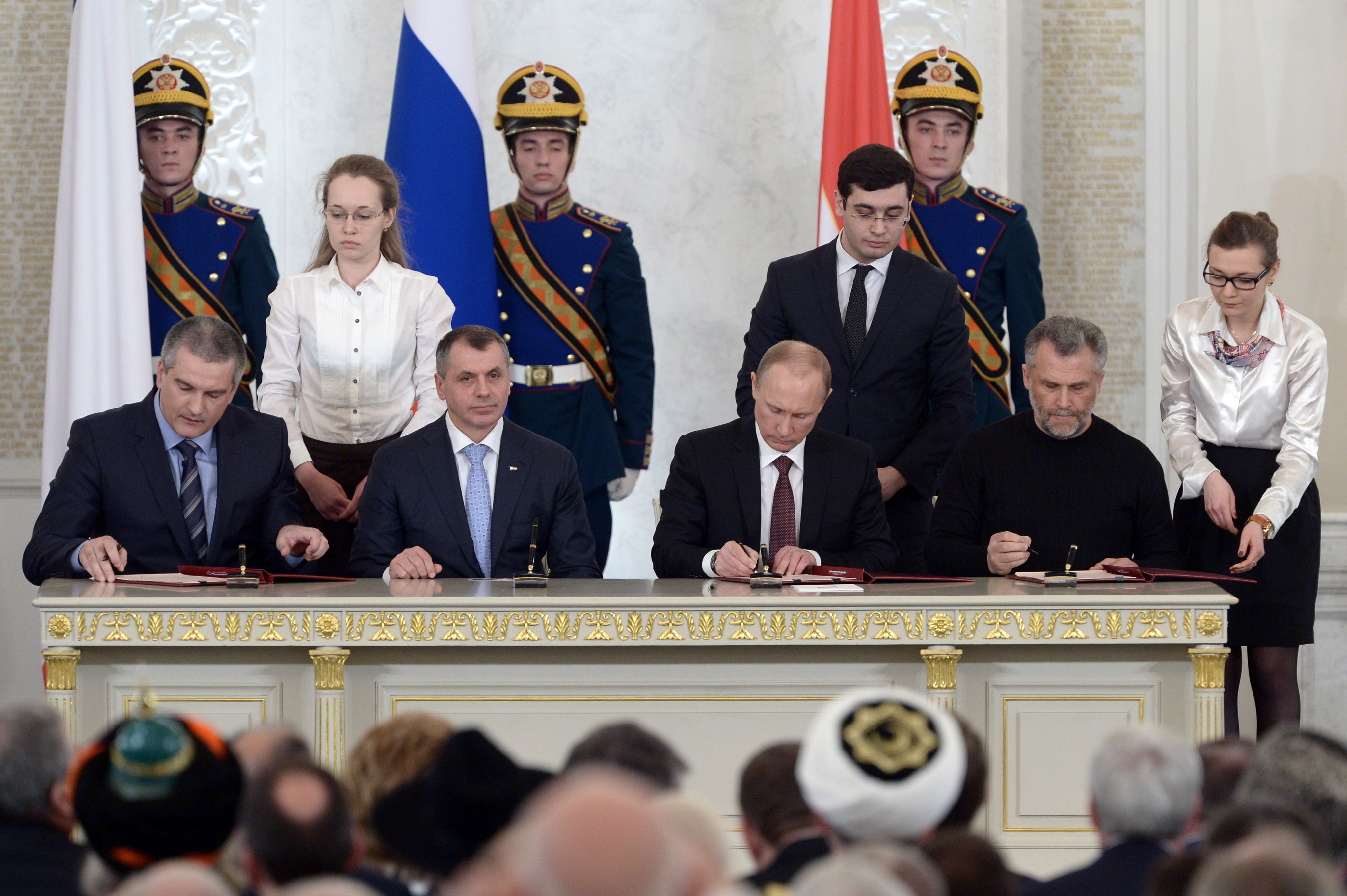
Vladimir Putin (tercero, izquierda), Serguéi Aksiónov (primero, izquierda), Vladímir Konstantínov (segundo, izquierda) y Alekséi Chaly (derecha) firman el Tratado de Adhesión de la República de Crimea a Rusia en 2014

En 1999, el presidente Yeltsin renunció inesperadamente y entregó el cargo al primer ministro recientemente designado y su sucesor elegido, Vladímir Putin. Putin luego ganó las elecciones presidenciales de 2000 y derrotó a los separatistas chechenos en la segunda guerra chechena. Él obtuvo un segundo mandato presidencial en 2004. Los altos precios del petróleo y el aumento de la inversión extranjera hicieron que la economía rusa se expandiera significativamente durante nueve años consecutivos. El gobierno de Putin aumentó la estabilidad, lo que mejoró la calidad de vida y aumentó la influencia de Rusia en el escenario mundial. En 2008, Dmitri Medvédev fue elegido presidente de Rusia, mientras que Putin asumió el cargo de primer ministro tras haber alcanzado el límite legal de mandatos.
Una crisis diplomática con la vecina Georgia; desembocó en la guerra ruso-georgiana, tuvo lugar del 1 al 12 de agosto de 2008, lo que provocó que Rusia impusiera dos estados no reconocidos en el territorio de Georgia. Fue la primera guerra europea del siglo XXI.
En 2014, tras el Euromaidán en Ucrania, Rusia anexó la península de Crimea del país vecino, lo que contribuyó al estallido de la guerra en el este de Ucrania. El 21 de febrero de 2022, el Gobierno ruso reconoció la independencia de las provincias ucranianas de Donetsk y Lugansk autoproclamadas en 2014 con el apoyo de Moscú. La guerra ruso-ucraniana escaló abruptamente el 24 de febrero de 2022, cuando Rusia lanzó una invasión a gran escala de Ucrania, convirtiéndose en la guerra convencional más grande en Europa desde la Segunda Guerra Mundial. Estas acciones fueron respondidas con una condena generalizada en los países occidentales y una ampliación de las sanciones contra Rusia. A su vez, Rusia respondió con su retirada del Consejo de Europa en marzo, tras la cual fue suspendida del Consejo de Derechos Humanos de las Naciones Unidas en abril. A junio de 2022, las fuerzas rusas ocupaban parte de seis de los veinticuatro óblasts ucranianos, aproximadamente una quinta parte del territorio del país.

## Gobierno y política

Gráfico del sistema político de Rusia

Según su constitución, la Federación de Rusia es una república federal asimétrica, con un sistema semipresidencialista, en el que el presidente es el jefe de Estado y el primer ministro es el jefe de Gobierno. Está estructurado como una democracia representativa multipartidista, con el gobierno federal compuesto por tres poderes:
- Legislativo: La Asamblea Federal de Rusia bicameral, compuesta por la Duma Estatal de 450 miembros y el Consejo de la Federación de 170 miembros,[197] adopta la leyes federales, declara la guerra, aprueba tratados, controla parte del presupuesto estatal y tiene el poder de organizar un proceso de destitución al presidente.[198]
- Ejecutivo: El presidente es el comandante en jefe de las Fuerzas Armadas y nombra al Gobierno de Rusia (gabinete) y otros oficiales, quienes administran y hacen cumplir las leyes y políticas federales.[196]
- Judicial: La Corte Constitucional, la Corte Suprema y los tribunales federales inferiores, cuyos jueces son designados por el Consejo de la Federación por recomendación del presidente, interpretan las leyes y pueden anular las leyes que consideren inconstitucionales.[199]

El presidente de Rusia es el jefe de Estado, protector de la Constitución, los derechos y libertades de los ciudadanos y debe tomar cualquier medida para proteger la integridad de la soberanía rusa. Es él quien representa a Rusia en las reuniones diplomáticas. El presidente es elegido por voto popular por un período de seis años y no puede ser elegido más de dos veces. Los ministerios del gobierno están compuestos por el primer ministro y sus diputados, ministros y otras personas seleccionadas; todos son nombrados por el presidente por recomendación del primer ministro (mientras que el nombramiento de este último requiere el consentimiento de la Duma del Estado). Rusia Unida es el partido político dominante en Rusia y que a su vez es partido de gobierno, ha sido descrito como «atrapalotodo». El actual presidente de Rusia es Vladímir Putin, en el cargo desde marzo de 2012, que sucede a Dmitri Medvédev.

### Derechos humanos
En materia de derechos humanos, respecto a la pertenencia a los siete organismos de la Carta Internacional de Derechos Humanos, que incluyen al Comité de Derechos Humanos (HRC), Rusia ha firmado o ratificado:
| Rusia | Tratados internacionales | Tratados internacionales | Tratados internacionales | Tratados internacionales                                                                                                   | Tratados internacionales  | Tratados internacionales | Tratados internacionales | Tratados internacionales | Tratados internacionales | Tratados internacionales | Tratados internacionales | Tratados internacionales | Tratados internacionales | Tratados internacionales | Tratados internacionales | Tratados internacionales  | Tratados internacionales | Tratados internacionales  |
| --- | ------------------------ | ------------------------ | ------------------------ | --- | ------------------------- | ------------------------ | ------------------------ | ------------------------ | ------------------------ | ------------------------ | ------------------------ | ------------------------ | ------------------------ | ------------------------ | ------------------------ | ------------------------- | ------------------------ | ------------------------- |
| Rusia | CESCR                    | CESCR                    | CCPR                     | CCPR | CCPR                      | CERD                     | CED                      | CEDAW                    | CEDAW                    | CAT                      | CAT                      | CRC                      | CRC                      | CRC                      | CRC                      | MWC                       | CRPD                     | CRPD                      |
| Rusia | CESCR                    | CESCR-OP                 | CCPR                     | CCPR-OP1 | CCPR-OP2-DP               | CERD                     | CED                      | CEDAW                    | CEDAW-OP                 | CAT                      | CAT-OP                   | CRC                      | CRC-OP-AC                | CRC-OP-SC                | CRC-OP-CP                | MWC                       | CRPD                     | CRPD-OP                   |
| Pertenencia | Firmado y ratificado.    | Sin información.         | Firmado y ratificado.    | Rusia ha reconocido la competencia de recibir y procesar comunicaciones individuales por parte de los órganos competentes. | Ni firmado ni ratificado. | Firmado y ratificado.    | Sin información.         | Firmado y ratificado.    | Firmado y ratificado.    | Firmado y ratificado.    | Sin información.         | Firmado y ratificado.    | Firmado y ratificado.    | Firmado y ratificado.    | Sin información.         | Ni firmado ni ratificado. | Firmado y ratificado.    | Ni firmado ni ratificado. |
| Firmado y ratificado, firmado, pero no ratificado, ni firmado ni ratificado, sin información, ha accedido a firmar y ratificar el órgano en cuestión, pero también reconoce la competencia de recibir y procesar comunicaciones individuales por parte de los órganos competentes. |                          |                          |                          | |                           |                          |                          |                          |                          |                          |                          |                          |                          |                          |                          |                           |                          |                           |

### Relaciones exteriores

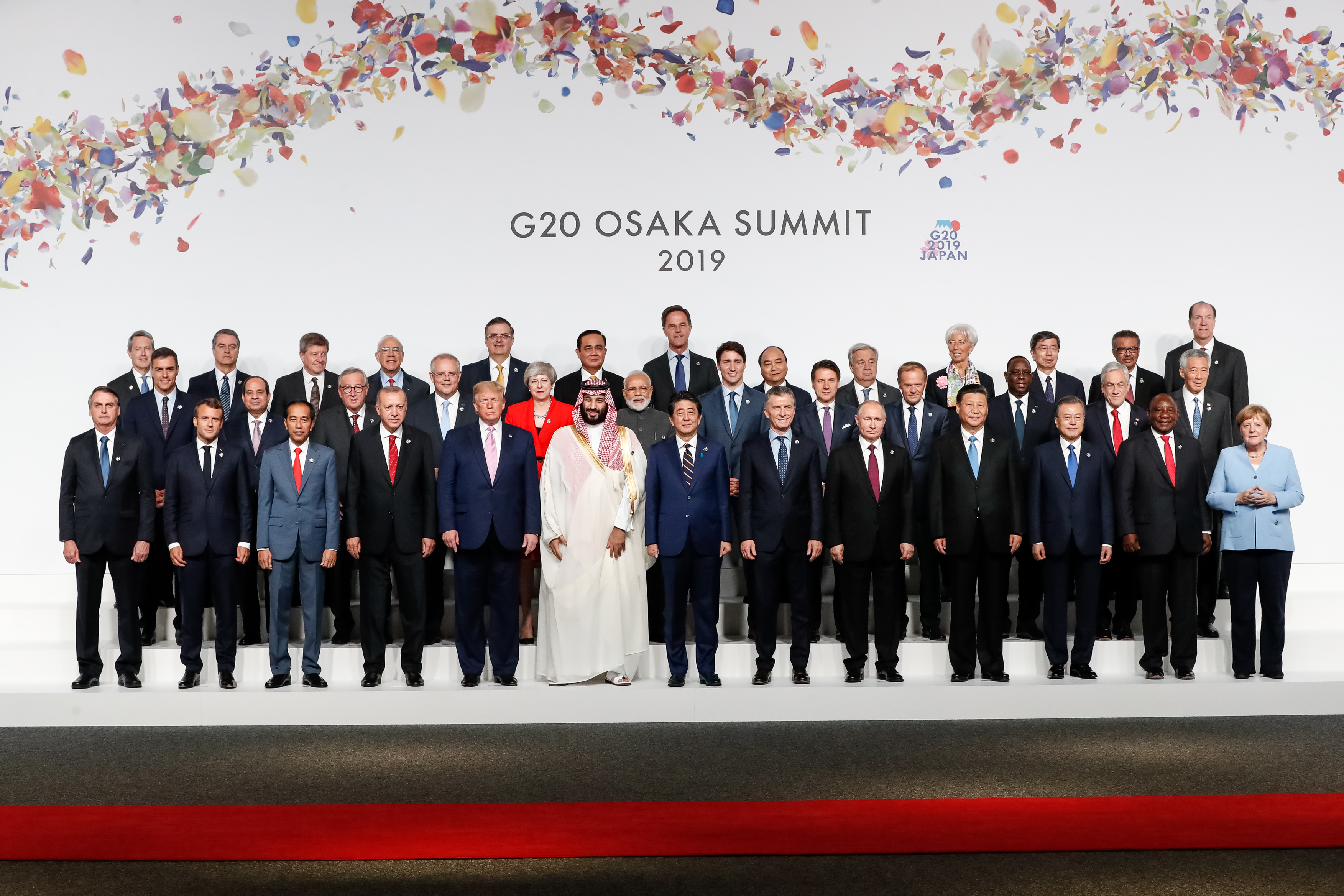
Putin con sus homólogos del G20 en Osaka, 2019.

La Federación de Rusia es reconocida en el Derecho internacional como continuidad de la personalidad jurídica de la antigua Unión Soviética. En 2019, Rusia tenía la quinta red diplomática más grande del mundo. Mantiene relaciones diplomáticas con 190 Estados miembros de las Naciones Unidas, cuatro estados parcialmente reconocidos y tres estados observadores de las Naciones Unidas; junto con 144 embajadas. Rusia es uno de los cinco miembros permanentes del Consejo de Seguridad de las Naciones Unidas. Es considerada una gran potencia; es miembro del G20, la OSCE y la APEC. Rusia también asume un rol de liderazgo en organizaciones como la CEI, UEEA, OTSC, OCS y BRICS.
Rusia mantiene estrechas relaciones con la vecina Bielorrusia, que forman parte del Estado de la Unión, una confederación supranacional de esta última con Rusia. Serbia ha sido un aliado cercano históricamente de Rusia, ya que ambos países comparten una fuerte afinidad cultural, étnica y religiosa mutua. India es el mayor cliente de equipo militar ruso y los dos países comparten una fuerte relación estratégica y diplomática desde la era soviética. Rusia ejerce una enorme influencia en Transcaucasia y Asia Central, geopolíticamente importantes; por lo que estas dos regiones se consideran bajo la esfera de influencia de Rusia.

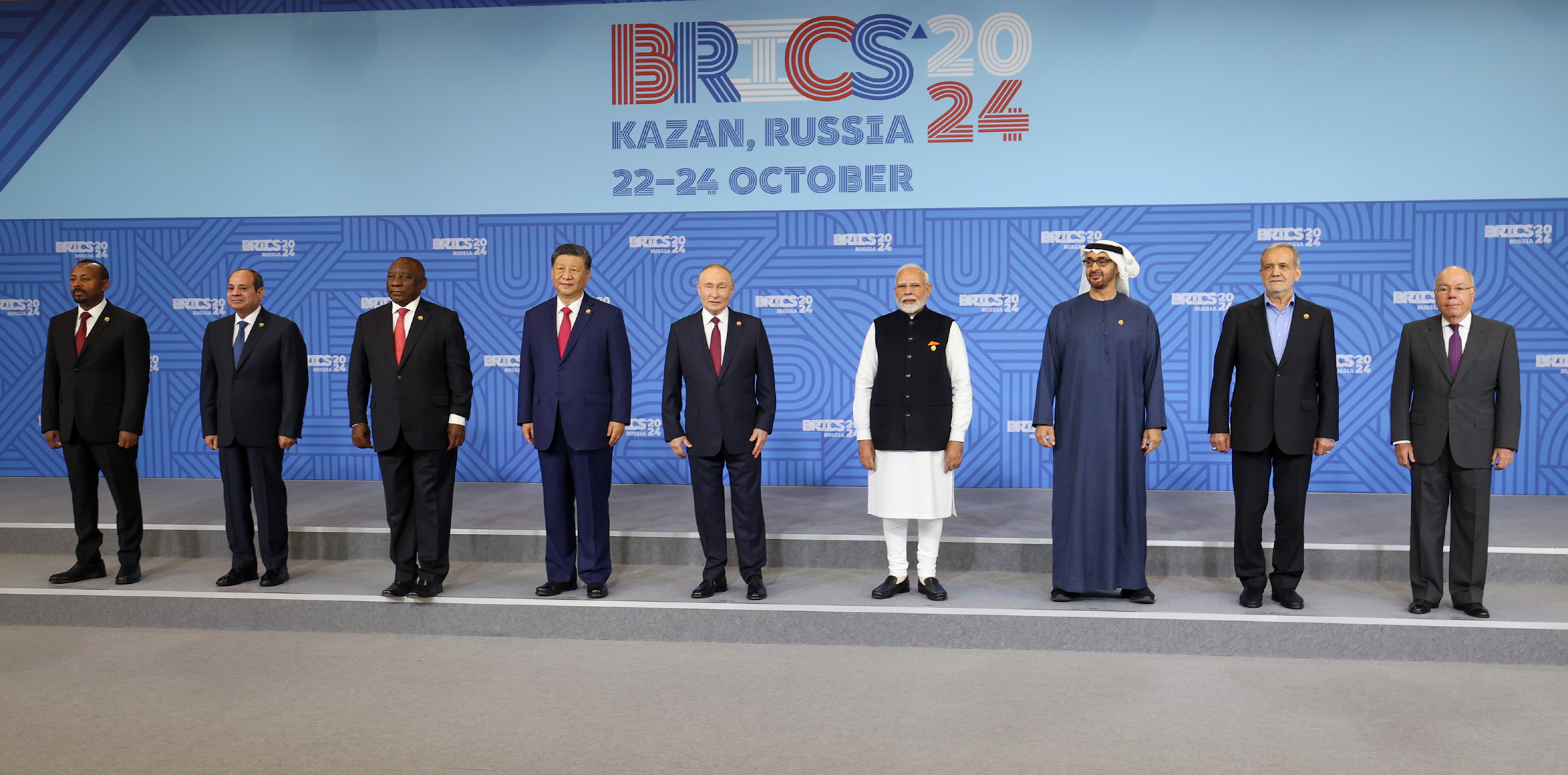
Putin en la decimosexta reunión de los BRICS, en Rusia, 2024

En el siglo XXI, las relaciones entre Rusia y China se han fortalecido significativamente a nivel bilateral y económico; debido a intereses políticos compartidos. Turquía y Rusia comparten una compleja relación estratégica, energética y de defensa. Rusia mantiene relaciones cordiales con Irán, ya que es un aliado estratégico y económico. Rusia también ha comenzado a expandir cada vez más su influencia en el Ártico, Asia-Pacífico, África, Medio Oriente y América Latina. Por el contrario, las relaciones de Rusia con el mundo occidental; especialmente Estados Unidos, la Unión Europea y la OTAN; han empeorado.

### Fuerzas armadas

Sukhoi Su-57, un caza de quinta generación de la Fuerza Aérea de Rusia.

Las Fuerzas Armadas de Rusia se dividen en las Fuerzas Terrestres, la Armada y las Fuerzas Aeroespaciales — también hay dos ramas de servicio independientes: las Tropas de Misiles Estratégicos y las Tropas Aerotransportadas. A partir de 2021, las fuerzas armadas tienen alrededor de un millón de personal en servicio activo, que es el quinto más grande del mundo, además de entre 2 y 20 millones de personal de reserva. Es obligatorio que todos los ciudadanos varones de 18 a 27 años sean reclutados por un año de servicio en las Fuerzas Armadas.
Rusia cuenta con el segundo ejército más poderoso del mundo. Es uno de los cinco países con armas nucleares ratificados, tiene el arsenal de armas nucleares más grande del mundo; más de la mitad de las armas nucleares del mundo son propiedad de Rusia. Rusia posee la segunda flota más grande de submarinos de misiles balísticos y es uno de los únicos tres países que operan bombarderos estratégicos. Posee la primera fuerza terrestre, así como de la segunda fuerza aérea y flota naval más poderosas del mundo. Rusia mantiene el cuarto gasto militar más alto del mundo, con un gasto de 61 700 millones de dólares en 2020. Es el segundo exportador de armas más grande del mundo, tiene una industria de defensa grande y completamente local, que produce la mayor parte de su propio equipo militar.

## Organización territorial
Según la constitución, la Federación Rusa está compuesta por 89 sujetos federales. En 1993, cuando se adoptó la nueva constitución, había 89 sujetos federales enumerados, pero algunos se fusionaron posteriormente. Los sujetos federales tienen igual representación —dos delegados cada uno— en el Consejo de la Federación, la cámara alta de la Asamblea Federal. Sin embargo, difieren en el grado de autonomía que disfrutan. Los distritos federales de Rusia fueron establecidos por Putin en el año 2000 para facilitar el control del gobierno central sobre los sujetos federales. Originalmente siete, actualmente hay ocho distritos federales, cada uno encabezado por un enviado designado por el presidente.
| Sujetos federales     | Gobernanza |
| --------------------- | --- |
| 46 óblasts            | El tipo más común de sujeto federal, con un gobernador y una legislatura elegida localmente. Comúnmente llevan el nombre de sus centros administrativos. |
| 22 repúblicas         | Cada república es autónoma — hogar de una minoría étnica específica y tiene su propia constitución, idioma y legislatura, pero es representada por el gobierno federal en los asuntos internacionales.                                                                                     |
| 9 krais               | A todos los efectos, los krais son legalmente idénticos a los óblasts. El término «krai» («frontera» o «territorio») es histórico, relacionado con la posición geográfica (frontera) en un determinado período de la historia. Los krais actuales no están relacionados con las fronteras. |
| 4 distritos autónomos | Ocasionalmente denominado «ókrug autónomo», «área autónoma» y «región autónoma», cada uno con una minoría étnica sustancial o predominante. |
| 3 ciudades federales  | Grandes ciudades que funcionan como regiones separadas (Moscú, San Petersburgo y Sebastopol). |
| 1 óblast autónomo     | El único óblast autónomo es el óblast autónomo judío. |

## Geografía

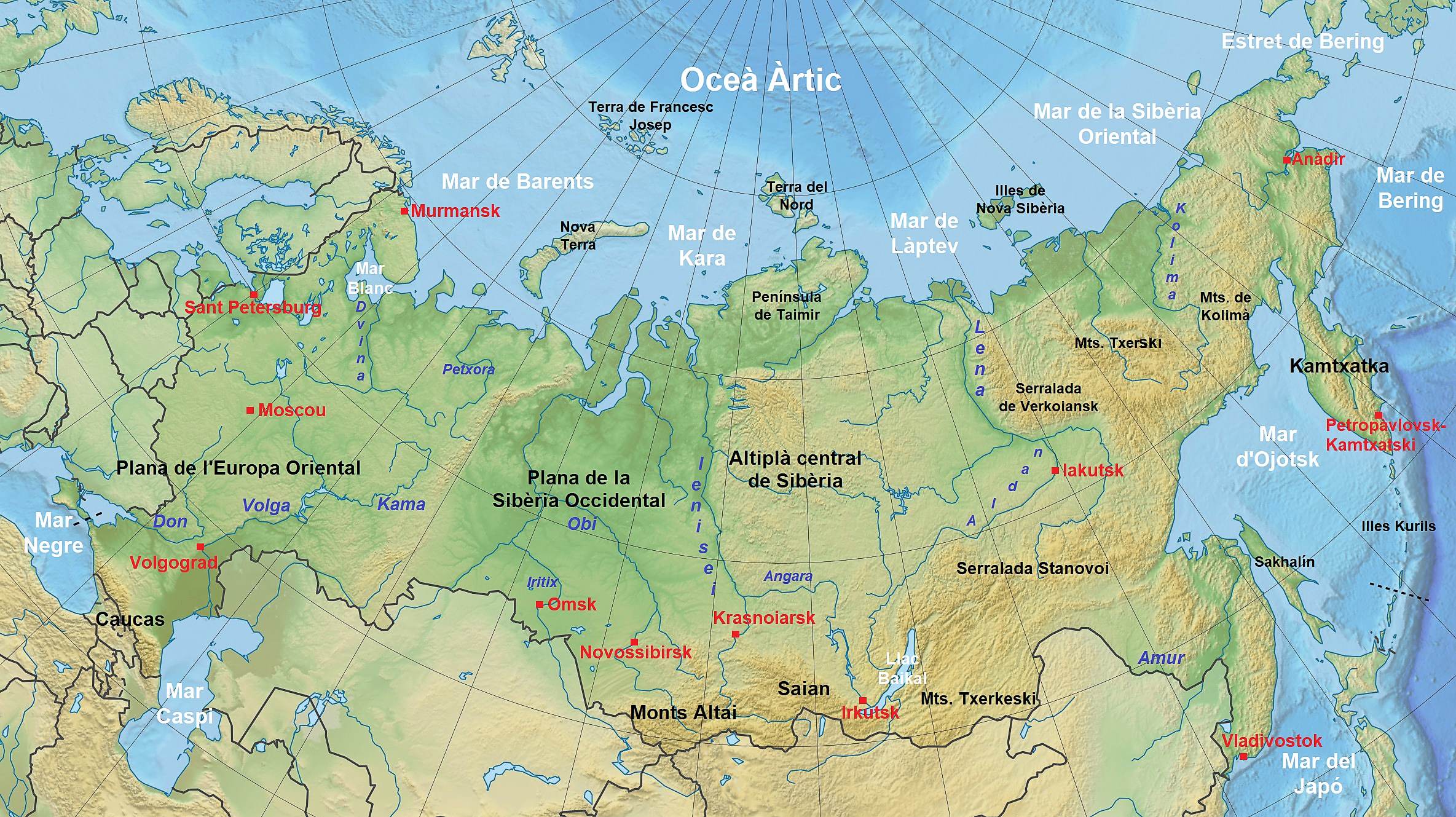
Mapa topográfico de Rusia

La vasta masa terrestre de Rusia se extiende por la parte más oriental de Europa y la parte más septentrional de Asia. Se extiende por el borde más septentrional de Eurasia; y tiene la cuarta línea de costa más larga del mundo, con más de 37 653 km. Rusia se encuentra entre las latitudes 41° y 82° N, y las longitudes 19° E y 169° O, extendiéndose unos 9000 km de este a oeste y de 2500 a 4000 km de norte a sur. Rusia, según su masa terrestre, es más grande que tres continentes y tiene la misma superficie que Plutón.
Rusia tiene nueve cadenas montañosas principales, y se encuentran a lo largo de las regiones más meridionales, que comparten una parte importante de la cordillera del Cáucaso (que contiene el monte Elbrús, que con 5642 m es el pico más alto de Rusia y Europa); el macizo de Altái y los montes Sayanes en Siberia; y en las montañas de Siberia oriental y la península de Kamchatka en el Extremo Oriente ruso (se encuentra Kliuchevskoi, que a 4750 m es el volcán activo más alto de Eurasia). Los montes Urales, que se extienden de norte a sur por el oeste del país, son ricos en recursos minerales y forman el límite tradicional entre Europa y Asia. El punto más bajo de Rusia y Europa, está situado en la cabecera del Mar Caspio, donde la depresión del Caspio alcanza unos 29 metros bajo el nivel del mar.
Rusia es uno de los únicos tres países del mundo que bordean tres océanos, por lo que tiene vínculos con una gran cantidad de mares. Sus principales islas y archipiélagos incluyen Nueva Zembla, la Tierra de Francisco José, la Tierra del Norte, las islas de Nueva Siberia, la isla de Wrangel, las islas Kuriles y Sajalín. Las islas Diómedes, administradas por Rusia y los Estados Unidos, están a solo 3,8 km de distancia; y Kunashir, parte de las islas Kuriles, está a solo 20 km de Hokkaido, Japón.
Con sus más de 100 000 ríos, Rusia tiene uno de los recursos de agua superficial más grandes del mundo, con lagos que contienen aproximadamente una cuarta parte del agua dulce en estado líquido del mundo. El lago Baikal, el más grande y prominente entre los cuerpos de agua dulce de Rusia, es el lago de agua dulce más profundo, puro, antiguo y de mayor capacidad del mundo, y contiene más de una quinta parte del agua dulce superficial del mundo. Los lagos Ládoga y Onega en el noroeste de Rusia son dos de los lagos más grandes de Europa. Rusia ocupa el segundo lugar después de Brasil por el total de recursos hídricos renovables. El río Volga en el oeste de Rusia, ampliamente considerado como el río nacional de Rusia, es el río más largo de Europa; y forma el delta del Volga, el delta fluvial más grande del continente. Los ríos siberianos Ob, Yeniséi, Lena y Amur se encuentran entre los ríos más largos del mundo.
| Noroeste: Noruega Finlandia                | Norte: Mar de Kara | Nordeste: Mar de Laptev                                        |
| Oeste: Estonia Letonia Bielorrusia Ucrania |                    | Este: Mar de Bering ( Estados Unidos)                          |
| Suroeste: Georgia Azerbaiyán               | Sur: Kazajistán    | Sureste: China Mongolia Corea del Norte Mar del Japón ( Japón) |

### Clima

Clasificación climática de Köppen de Rusia.

El tamaño de Rusia y la lejanía de muchas de sus zonas del mar dan como resultado el predominio del clima húmedo continental en la mayor parte del país, excepto en la tundra y el extremo suroeste. Las cadenas montañosas en el sur y el este obstruyen el flujo de masas de aire cálido de los océanos Índico y Pacífico, mientras que la gran llanura europea que se extiende por el oeste y el norte la abre a la influencia de los océanos Atlántico y Ártico. La mayor parte del noroeste de Rusia y Siberia tienen un clima subártico, con inviernos extremadamente severos en las regiones interiores del noreste de Siberia (principalmente Sajá, donde se encuentra el polo norte del frío con una temperatura mínima récord de -71,2 °C) e inviernos más moderados en otros lugares. La vasta costa de Rusia a lo largo del océano Ártico y las islas del Ártico ruso tienen un clima polar.
La parte costera del krai de Krasnodar en el mar Negro, sobre todo Sochi, y algunas franjas costeras e interiores del Cáucaso septentrional poseen un clima húmedo subtropical con inviernos templados y húmedos. En muchas regiones del este de Siberia y el Lejano Oriente ruso, el invierno es seco en comparación con el verano; mientras que otras partes del país experimentan precipitaciones más uniformes en todas las estaciones. La precipitación invernal en la mayor parte del país suele caer en forma de nieve. Las partes más occidentales del óblast de Kaliningrado y algunas partes del sur del krai de Krasnodar y el Cáucaso septentrional tienen un clima oceánico. La región a lo largo de la costa del Bajo Volga y del mar Caspio, así como algunas franjas más al sur de Siberia, poseen un clima semiárido.
En gran parte del territorio, solo hay dos estaciones bien diferenciadas, invierno y verano; ya que la primavera y el otoño suelen ser períodos breves de cambio entre temperaturas extremadamente bajas y extremadamente altas. El mes más frío es enero (febrero en la costa); el más cálido suele ser julio. Son típicos altos rangos de temperatura. En invierno, las temperaturas son más frías tanto de sur a norte como de oeste a este. Los veranos pueden ser bastante calurosos, incluso en Siberia. El cambio climático en Rusia provoca incendios forestales más frecuentes, que descongelan la gran extensión de permafrost del país.

### Biodiversidad

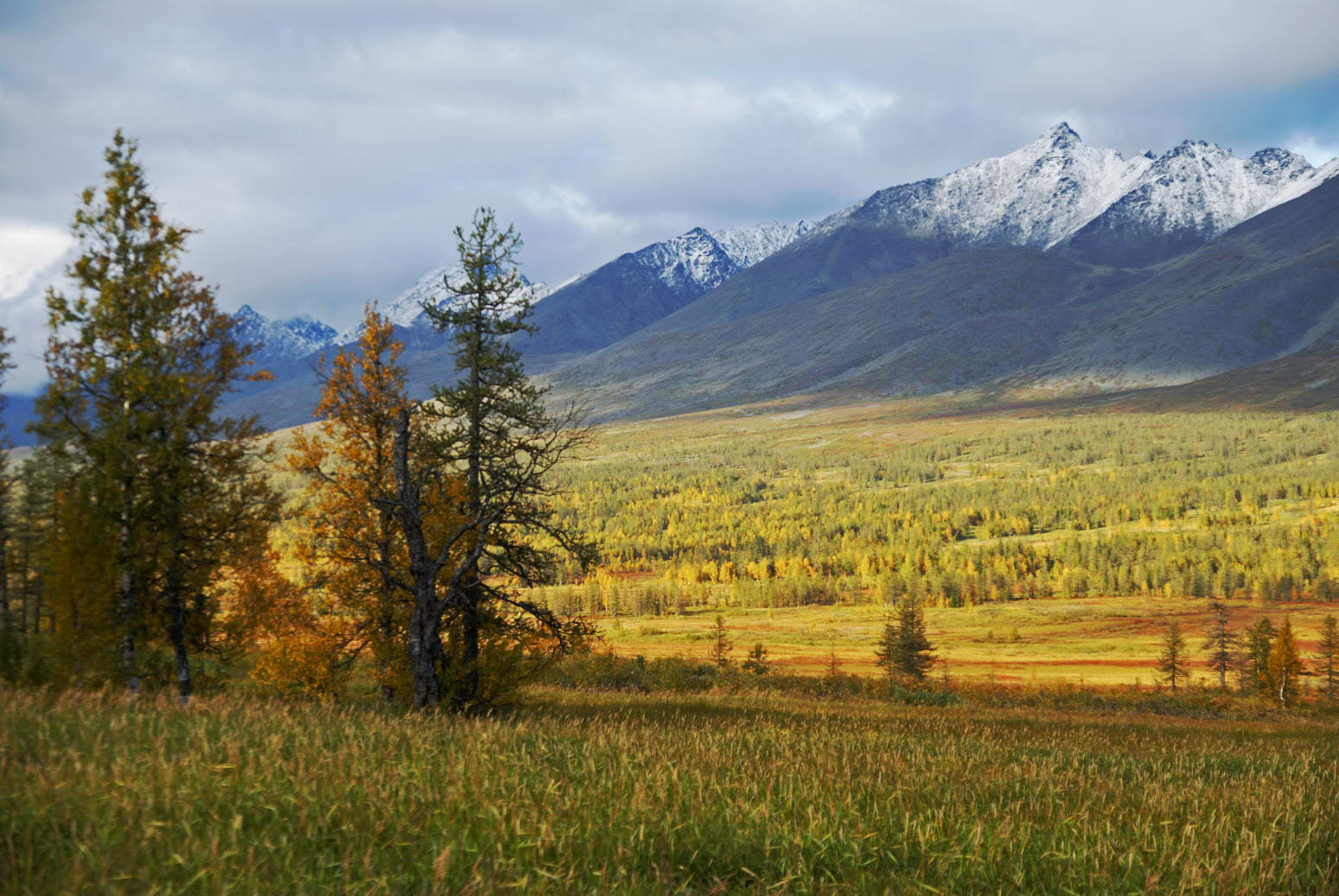
El parque nacional Yugyd Va en la República de Komi es el parque nacional más grande de Europa.

Rusia, gracias a su gigantesco tamaño, presenta diversos ecosistemas, que incluyen los desiertos polares, la tundra, la tundra forestal, la taiga, los bosques templados de frondosas y mixtos, la estepa forestal, la estepa, el semidesierto y los subtrópicos. Aproximadamente la mitad del territorio de Rusia está cubierto de bosques y tiene las reservas forestales más grandes del mundo, que absorben algunas de las cantidades más altas de dióxido de carbono del mundo.
La biodiversidad de Rusia incluye 12 500 especies de plantas vasculares, 2200 especies de briófitas, alrededor de 3000 especies de líquenes, 7000 a 9000 especies de algas y de 20 000 a 25 000 especies de hongos. La fauna de Rusia está compuesta por 320 especies de mamíferos, más de 732 especies de aves, 75 especies de reptiles, unas 30 especies de anfibios, 343 especies de peces de agua dulce (alto endemismo), aproximadamente 1500 especies de peces de agua salada, 9 especies de ciclostomas y aproximadamente de 100 000 a 150 000 invertebrados (alto endemismo). Aproximadamente 1100 especies de plantas y animales raros, y en peligro de extinción están incluidas en el Libro Rojo de Rusia.
Los ecosistemas totalmente naturales de Rusia se conservan en casi 15 000 territorios naturales especialmente protegidos de varios estatutos, que ocupan más del 10% del área total del país. Incluyen 45 reservas de la biósfera, 64 parques nacionales y 101 reservas naturales. Rusia aún conserva muchos ecosistemas que aún no han sido tocados por el hombre; principalmente en las áreas del norte de la taiga y la tundra subártica de Siberia. Rusia tuvo una puntuación media en el Índice de integridad del paisaje forestal de 9.02 en 2019, ocupando el décimo lugar entre 172 países; y la primera nación importante clasificada a nivel mundial.

## Economía

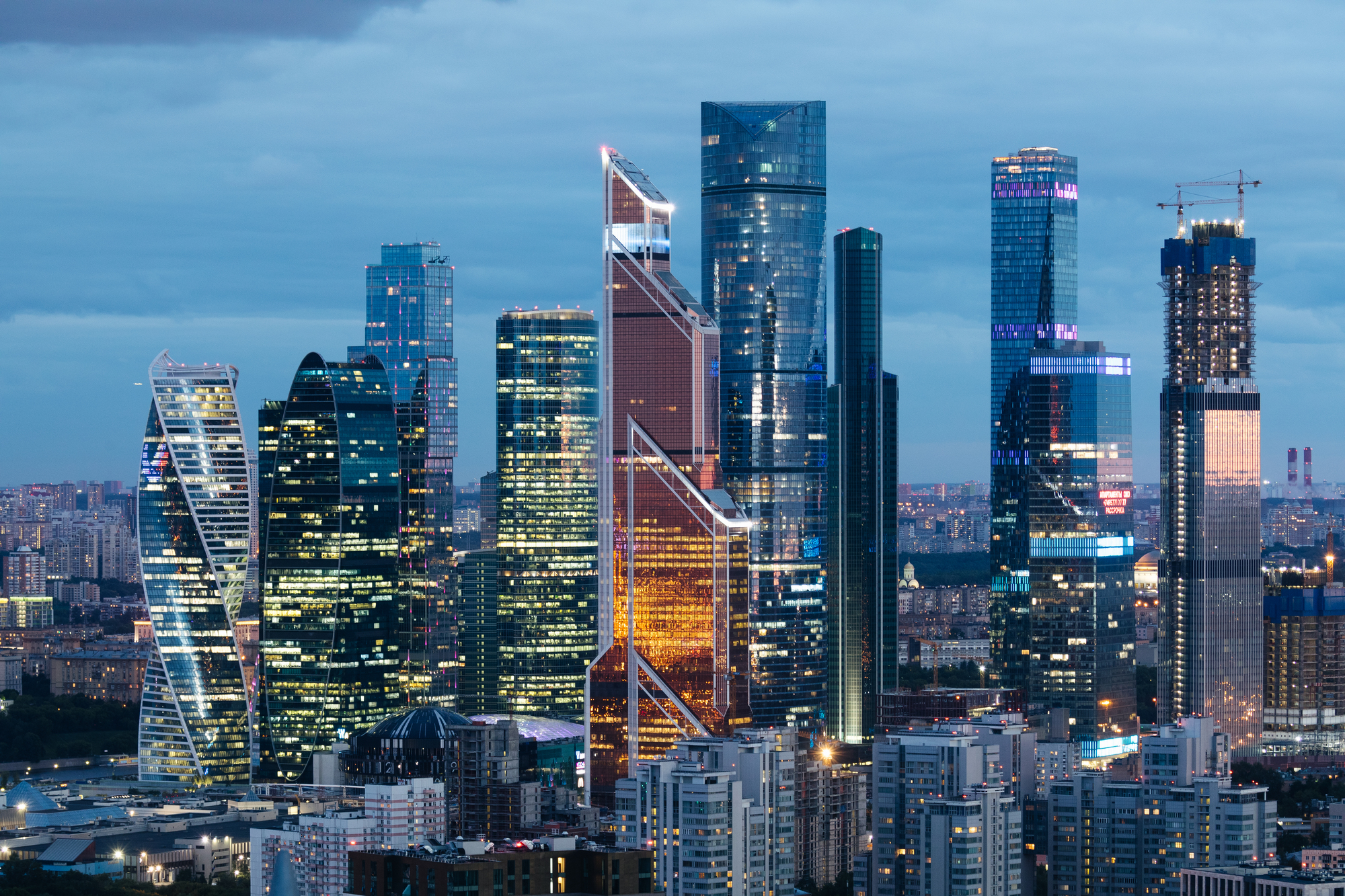
El Centro Internacional de Negocios de Moscú. La ciudad tiene una de las economías urbanas más grandes del mundo.

Rusia presenta una economía mixta, cuenta con enormes recursos naturales, en particular petróleo y gas natural. Tiene la undécima economía más grande del mundo por PIB nominal y la quinta más grande por PPA. En 2017, el gran sector de servicios contribuyó con el 62 % del PIB total, el sector industrial con el 32 % y el sector agrícola con aproximadamente el 5 %. Rusia tiene una baja tasa de desempleo del 4.5 % y más del 70 % de su población se clasifica como clase media. Las reservas de divisas de Rusia tienen un valor de USD 638 000 millones y son las cuartas más grandes del mundo. Tiene una fuerza laboral de aproximadamente 70 millones, que es la sexta más grande del mundo. La gran industria automotriz de Rusia se ubica como la décima más grande del mundo por producción.
Rusia es el decimotercer mayor exportador y el vigésimo primer importador del mundo. El sector del petróleo y el gas representó el 45 % de los ingresos del presupuesto federal de Rusia en enero de 2022, y hasta el 60 % de sus exportaciones en 2019. En 2019, el Ministerio de Recursos Naturales y Medio Ambiente estimó que el valor de los recursos naturales era el 60 % del PIB del país. Rusia tiene uno de los niveles más bajos de deuda externa entre las principales economías, aunque la desigualdad de ingresos y riqueza de los hogares es una de las más altas entre los países desarrollados.

### Agricultura y pesca

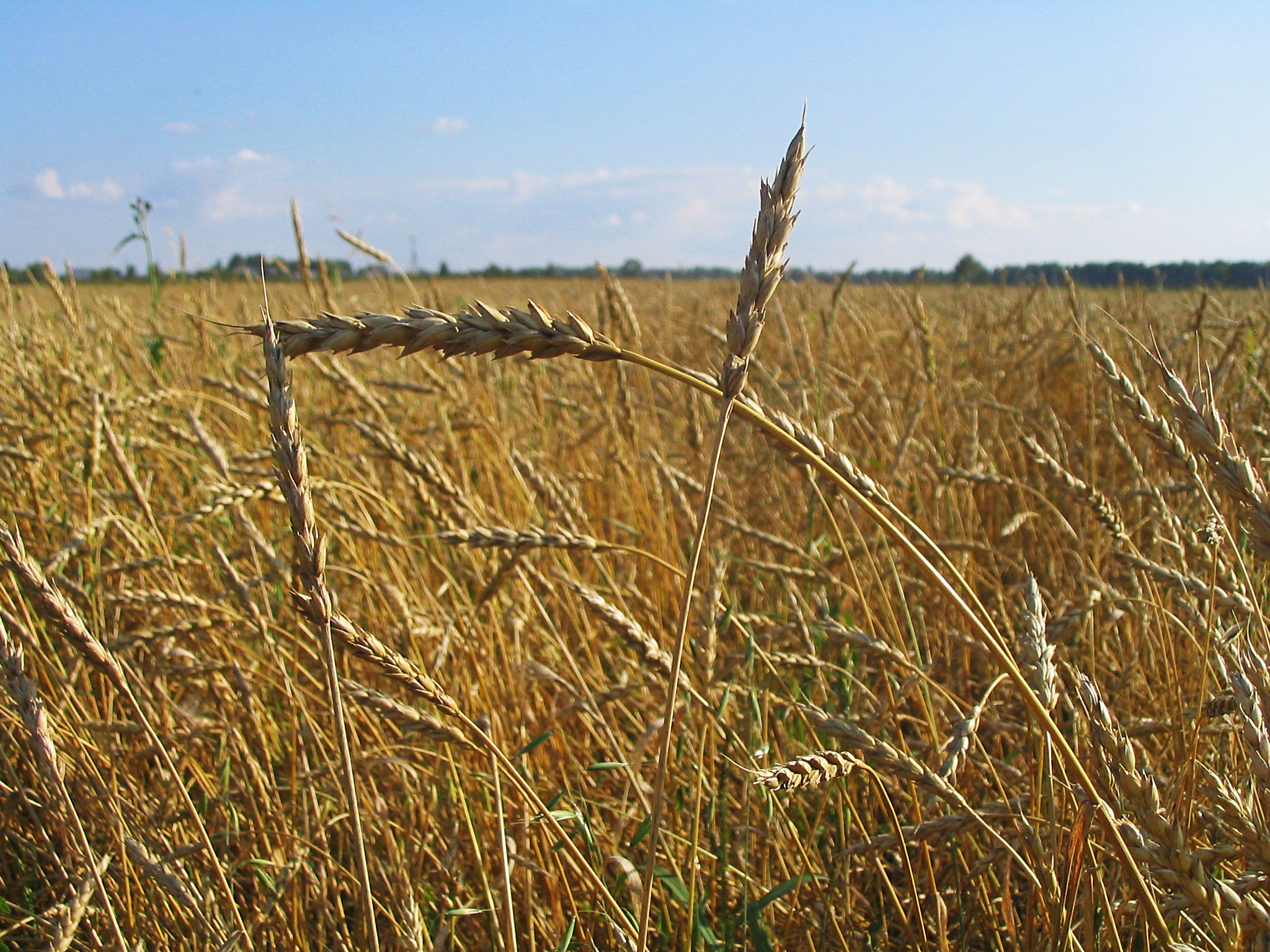
Trigo en el óblast de Tomsk, Siberia

El sector agrícola de Rusia aporta alrededor del 5 % del PIB total del país, aunque el sector emplea alrededor de una octava parte de la fuerza laboral total. Posee la tercera área cultivada más grande del mundo, con 1 265 267 km². Sin embargo, debido a la dureza de su entorno, alrededor del 13.1 % de su tierra es agrícola y solo el 7.4 % de su tierra es cultivable. Las tierras agrícolas del país se consideran parte del «granero» de Europa. Más de un tercio de la superficie sembrada se dedica a cultivos forrajeros y el resto de las tierras de cultivo se dedica a cultivos industriales, hortalizas y frutas. El principal producto de la agricultura rusa siempre ha sido el grano, que ocupa considerablemente más de la mitad de las tierras de cultivo. Rusia es el mayor exportador mundial de trigo, el mayor productor de cebada y trigo sarraceno, uno de los mayores exportadores de maíz y aceite de girasol, y el principal productor de fertilizantes.
Varios analistas de la adaptación al cambio climático prevén grandes oportunidades para la agricultura rusa durante el resto del siglo XXI, a medida que aumenta la capacidad de cultivo en Siberia, lo que conduciría a la migración interna y externa a la región. Debido a su gran costa a lo largo de tres océanos y doce mares marginales, Rusia mantiene la sexta industria pesquera más grande del mundo; capturó casi cinco millones de toneladas de pescado en 2018. Es la cuna del mejor caviar del mundo, el esturión beluga; produce alrededor de un tercio de todo el pescado enlatado y alrededor de una cuarta parte del pescado fresco y congelado total del mundo.

### Turismo

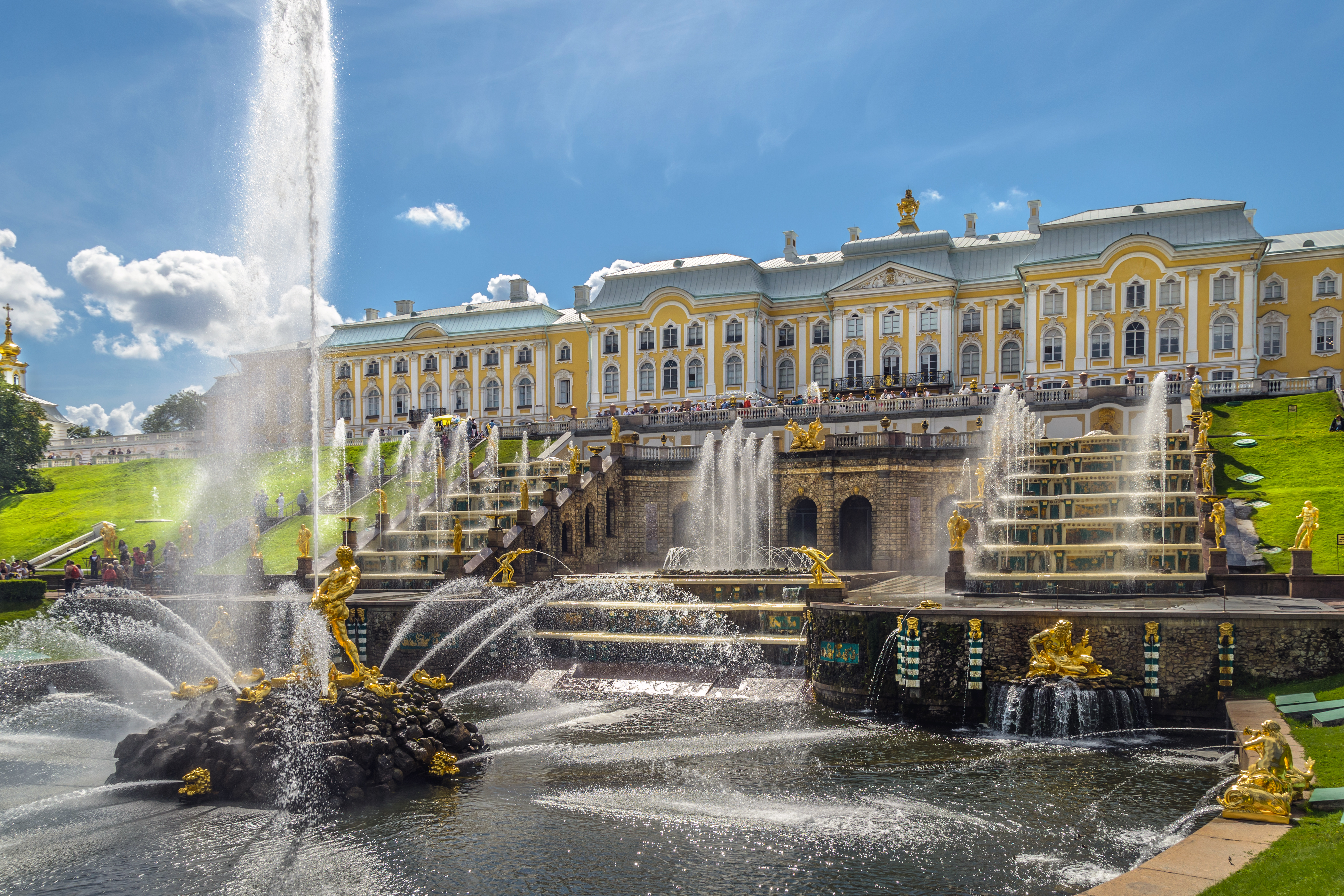
Palacio Peterhof en San Petersburgo, designado Patrimonio de la Humanidad por la Unesco.

Según la Organización Mundial del Turismo, Rusia fue el decimosexto país más visitado del mundo y el décimo país más visitado de Europa en 2018, con más de 24.6 millones de visitantes. Rusia ocupó el puesto 39 en el Informe de Competitividad de Viajes y Turismo de 2019. Según la Agencia Federal para el Turismo, la cantidad de viajes entrantes de ciudadanos extranjeros a Rusia ascendió a 24.4 millones en 2019. Los ingresos por turismo internacional de Rusia en 2018 ascendieron a USD 11 600 millones. En 2019, los viajes y el turismo representaron alrededor del 4.8 % del PIB total del país.
Las principales rutas turísticas de Rusia incluyen un viaje por el Anillo de Oro de Rusia, una ruta temática de antiguas ciudades rusas, cruceros por grandes ríos como el Volga, caminatas por cadenas montañosas como la cordillera del Cáucaso y viajes en el famoso Ferrocarril Transiberiano. Los lugares de interés más visitados y populares de Rusia incluyen la Plaza Roja, el Palacio Peterhof, el Kremlin de Kazán, el Laura de la Trinidad y San Sergio y el lago Baikal.
Moscú, la capital cosmopolita y el centro histórico de la nación, es una rebosante megaciudad. Conserva su arquitectura clásica y de la era soviética; mientras cuenta con arte superior, ballet de clase mundial y modernos rascacielos. San Petersburgo, la capital imperial, es famosa por su arquitectura clásica, catedrales, museos y teatros, noches blancas, ríos entrecruzados y numerosos canales. Rusia es famosa en todo el mundo por sus ricos museos, como el Museo Estatal Ruso, el Museo del Hermitage y la Galería Tretiakov; y por teatros como el Bolshói y el Mariinski. El Kremlin de Moscú y la Catedral de San Basilio se encuentran entre los hitos culturales de Rusia.

## Infraestructura

### Transporte y energía
El transporte ferroviario en Rusia está principalmente bajo el control de la empresa estatal Ferrocarriles Rusos. La longitud total de las vías férreas de uso común es la tercera más larga del mundo y supera los 87 000 km. A partir de 2016, Rusia tiene la quinta red de carreteras más grande del mundo, con 1 452 000 km de carreteras, mientras que la densidad de carreteras se encuentra entre las más bajas del mundo. Las vías navegables interiores de Rusia son las más largas del mundo y suman 102 000 km. Sus oleoductos suman unos 251 800 km y son los terceros más largos del mundo. Entre los 1218 aeropuertos de Rusia, el más transitado es el Aeropuerto Internacional de Moscú-Sheremétievo. El puerto más grande de Rusia es el Puerto de Novorosíisk en el krai de Krasnodar al lado del Mar Negro.
Rusia es ampliamente descrita como una superpotencia energética. Tiene las primeras reservas probadas de gas, las segundas reservas de carbón y las octavas reservas de petróleo más grandes del mundo; y las reservas de esquistos bituminosos más grandes de Europa. Rusia también es el principal exportador de gas natural, el segundo mayor productor de gas natural, y el segundo mayor productor y exportador de petróleo del mundo. La producción de petróleo y gas de Rusia ha dado lugar a relaciones económicas profundas con la Unión Europea, China y los estados de la antigua Unión Soviética y del Bloque del Este. Por ejemplo, durante la última década, la participación de Rusia en el suministro de la demanda total de gas de la Unión Europea (incluido el Reino Unido) aumentó del 25 % en 2009 al 32 % en febrero de 2022. Rusia depende en gran medida de ingresos por impuestos y tarifas de exportación relacionados con el petróleo y el gas, que representaron el 45 % de su presupuesto federal en enero de 2022.
Rusia está comprometida con el Acuerdo de París, luego de unirse formalmente al pacto en 2019. Las emisiones de gases de efecto invernadero de Rusia son las cuartas más grandes del mundo. Rusia es el cuarto mayor productor de electricidad y el noveno mayor productor de energía renovable del mundo en 2019. También fue el primer país del mundo en desarrollar energía nuclear para fines civiles y en construir la primera planta de energía nuclear del mundo. Rusia también fue el cuarto mayor productor de energía nuclear en 2019 y fue el quinto mayor productor hidroeléctrico del mundo en 2021.

### Medios de comunicación

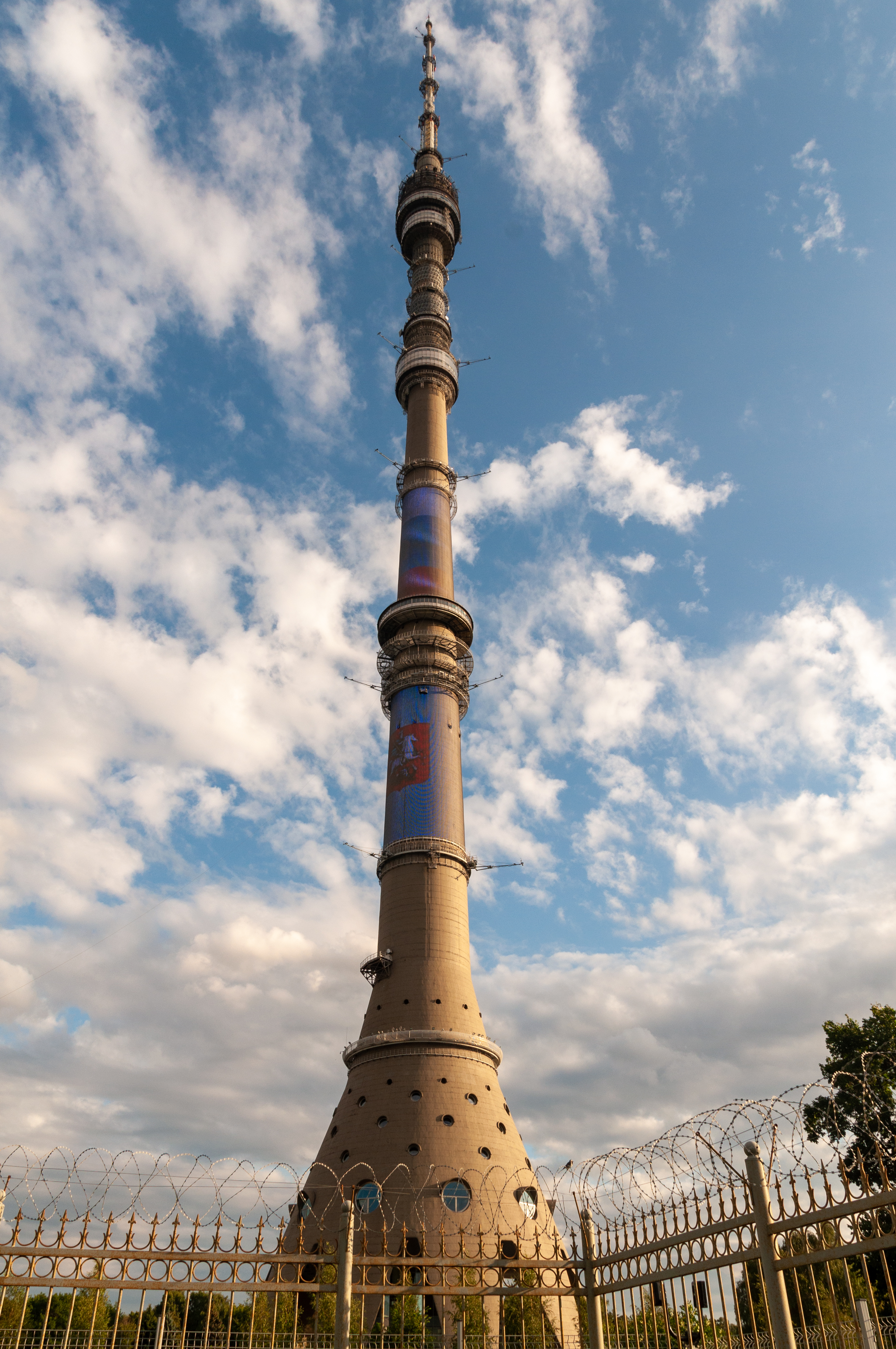
La torre Ostánkino en Moscú, la estructura más alta de Europa.

Hay 400 agencias de noticias en Rusia, entre las cuales las más importantes que operan internacionalmente son TASS, RIA Novosti, Sputnik e Interfax. La televisión es el medio más popular en Rusia. Entre las 3000 estaciones de radio con licencia en todo el país, las más notables incluyen Radio Rossii, Vesti FM, Eco de Moscú, Radio Mayak y Rússkoye Radio. De los 16 000 periódicos registrados Argumenty i Fakty, Komsomólskaya Pravda, Rossíiskaya Gazeta, Izvestia y Moskovski Komsomolets son los más populares. Piervy Kanal y Rossiya 1 son los principales canales de noticias, mientras que RT es la cadena insignia de las operaciones de medios internacionales de Rusia. Rusia tiene el mercado de videojuegos más grande de Europa, con más de 65 millones de jugadores en todo el país.

## Ciencia y tecnología

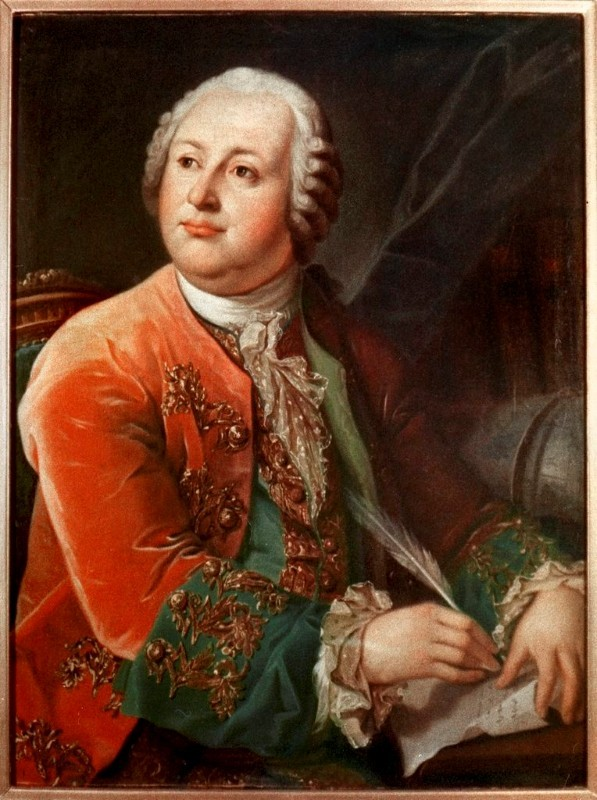
Mijaíl Lomonósov (1711–1765), científico polímata, inventor, poeta y artista

Rusia gastó alrededor del 1 % de su PIB en investigación y desarrollo en 2019, con el décimo presupuesto más alto del mundo. También ocupó el décimo lugar a nivel mundial en el número de publicaciones científicas en 2020, con aproximadamente 1.3 millones de artículos. Desde 1904, se han otorgado los premios Nobel a 26 soviéticos y rusos en física, química, medicina, economía, literatura y paz. Rusia ocupó el puesto 45 en el Índice global de innovación de la OMPI en 2021, el lugar 47 en 2022, el 51 en 2023 y el 59 en 2024.
Mijaíl Lomonósov propuso la conservación de la masa en las reacciones químicas, descubrió la atmósfera de Venus y fundó la geología moderna. Desde los tiempos de Nikolái Lobachevski, pionero de la geometría no euclidiana, y Pafnuti Chebyshov, un destacado tutor; los matemáticos rusos se convirtieron en los más influyentes del mundo. Dmitri Mendeléyev inventó la tabla periódica, el marco principal de la química moderna. Sofia Kovalévskaya fue pionera entre las mujeres en matemáticas en el siglo XIX. Nueve matemáticos soviéticos y rusos han sido galardonados con la Medalla Fields. Grigori Perelmán recibió el primer premio de los Problemas del milenio, por su demostración final de la conjetura de Poincaré en 2002, así como la Medalla Fields en 2006.
Aleksandr Popov fue uno de los inventores de la radio, mientras que Nikolái Basov y Aleksandr Prójorov fueron coinventores del láser y el máser. Zhores Alferov contribuyó significativamente a la creación de la física y la electrónica de heteroestructuras modernas. Oleg Lósev realizó contribuciones cruciales en el campo de las uniones de semiconductores y descubrió los diodos emisores de luz (led). Vladímir Vernadski es considerado uno de los fundadores de la geoquímica, la biogeoquímica y la radiogeología. Iliá Méchnikov es conocido por su innovadora investigación en inmunología. Iván Pávlov es conocido principalmente por su trabajo en el condicionamiento clásico. Lev Landáu hizo contribuciones fundamentales a muchas áreas de la física teórica.
Nikolái Vavílov fue más conocido por haber identificado los centros de origen de las plantas cultivadas. Trofim Lysenko fue conocido principalmente por el lysenkoísmo. Muchos científicos e inventores rusos famosos eran emigrantes blancos. Ígor Sikorski fue un pionero de la aviación. Vladímir Zvorikin fue el inventor de sistemas de televisión como el iconoscopio y el kinescopio. Theodosius Dobzhansky fue la figura central en el campo de la biología evolutiva por su trabajo en la configuración de la síntesis evolutiva moderna. Gueorgui Gámov fue uno de los principales defensores de la teoría del Big Bang. Muchos científicos extranjeros vivieron y trabajaron en Rusia durante un largo período, como Leonhard Euler y Alfred Nobel.

### Exploración espacial
Roscosmos es la agencia espacial nacional de Rusia. Los logros del país en el campo de la tecnología espacial y la exploración espacial se remontan a Konstantín Tsiolkovski, el padre de la astronáutica teórica, cuyas obras inspiraron a los principales ingenieros de cohetes soviéticos, como Serguéi Koroliov, Valentín Glushkó y muchos otros que contribuyeron al éxito del programa espacial soviético en las primeras etapas de la carrera espacial.: 6–7, 333 
En 1957 se lanzó el primer satélite artificial en órbita terrestre, el Sputnik 1. En 1961, el primer viaje humano al espacio fue realizado con éxito por Yuri Gagarin. Siguieron muchos otros registros de exploración espacial soviéticos y rusos. En 1963, Valentina Tereshkova se convirtió en la primera y la más joven mujer en el espacio, después de volar en una misión en solitario en el Vostok 6. En 1965, Alekséi Leónov se convirtió en el primer ser humano en realizar una caminata espacial, saliendo de la cápsula espacial a bordo del Vosjod 2.
En 1957; Laika, una perra del programa espacial soviético, se convirtió en el primer animal en orbitar la Tierra a bordo del Sputnik 2. En 1966, Luna 9 se convirtió en la primera nave espacial en lograr un aterrizaje exitoso sobre un cuerpo celeste, la Luna. En 1968, Zond 5 llevó a los primeros terrícolas (dos tortugas y otras formas de vida) para circunnavegar la Luna. En 1970, Venera 7 se convirtió en la primera nave espacial en aterrizar en otro planeta, Venus. En 1971, Mars 3 se convirtió en la primera nave espacial en aterrizar en Marte.: 34–60  Durante el mismo período, Lunojod 1 se convirtió en el primer rover de exploración espacial, mientras que Saliut 1 se convirtió en la primera estación espacial del mundo. En abril de 2022, Rusia tenía 172 satélites activos en el espacio, la tercera flota de satélites más grande del mundo.

## Demografía
Rusia es uno de los países menos densamente poblados y más urbanizados del mundo, con la gran mayoría de su población concentrada en su parte occidental. Tenía una población de 142.8 millones según el censo de 2010, que aumentó a aproximadamente 145.5 millones en 2022. Rusia es el país más poblado de Europa y el noveno país más poblado del mundo, con una densidad de población de 9 habitantes por kilómetro cuadrado.
| Etnias de Rusia (2010) | Etnias de Rusia (2010) | Etnias de Rusia (2010) | Etnias de Rusia (2010) | Etnias de Rusia (2010) |
| ---------------------- | ---------------------- | ---------------------- | ---------------------- | ---------------------- |
| Etnia                  | Etnia                  |                        | Porcentaje             | Porcentaje             |
| Rusos                  | Rusos                  |                        | 81.09 %                | 81.09 %                |
| Tártaros               | Tártaros               |                        | 3.87 %                 | 3.87 %                 |
| Ucranianos             | Ucranianos             |                        | 1.41 %                 | 1.41 %                 |
| Baskires               | Baskires               |                        | 1.10 %                 | 1.10 %                 |
| Chuvasios              | Chuvasios              |                        | 1.04 %                 | 1.04 %                 |
| Chechenos              | Chechenos              |                        | 1 %                    | 1 %                    |
| Armenios               | Armenios               |                        | 0.86 %                 | 0.86 %                 |
| Otros/indeterminados   | Otros/indeterminados   |                        | 9.72 %                 | 9.72 %                 |

Desde la década de 1990, la tasa de mortalidad de Rusia ha superado su tasa de natalidad, lo que los analistas han calificado como una crisis demográfica. En 2019, la tasa total de fertilidad en Rusia se estimó en 1.5 hijos nacidos por mujer, que está por debajo de la tasa de reemplazo de 2.1, y es una de las tasas de fertilidad más bajas del mundo. Asimismo, la nación tiene una de las poblaciones más envejecidas del mundo, con una edad media de 40.3 años. En 2009 registró un crecimiento demográfico anual por primera vez en quince años; y desde la década de 2010, Rusia ha experimentado un mayor crecimiento de la población debido a la disminución de las tasas de mortalidad, el aumento de las tasas de natalidad y el aumento de la inmigración. Sin embargo, desde 2020, debido al exceso de muertes por la pandemia de COVID-19, la población de Rusia ha sufrido la mayor disminución de su historia en tiempos de paz.
Rusia es un estado multinacional con muchas entidades subnacionales asociadas con distintas minorías. Hay más de 193 grupos étnicos en todo el país. En el censo de 2010, aproximadamente el 81 % de la población era de etnia rusa y el 19 % restante de la población eran minorías étnicas; más de las cuatro quintas partes de la población de Rusia eran descendientes de europeos, de los cuales la gran mayoría eran eslavos, con una minoría sustancial de pueblos fínicos y germánicos. Según la Organización de Naciones Unidas, la población inmigrante de Rusia es la tercera más grande del mundo, con más de 11.6 millones; la mayoría de los cuales son de estados postsoviéticos, principalmente ucranianos.

### Idioma
El ruso es el idioma oficial y predominantemente hablado en Rusia. Es el idioma nativo más hablado en Europa, el idioma más extendido geográficamente de Eurasia, así como la lengua eslava más hablada del mundo. El ruso es uno de los dos idiomas oficiales a bordo de la Estación Espacial Internacional, así como uno de los seis idiomas oficiales de la Organización de las Naciones Unidas.
Rusia es una nación multilingüe; Se hablan aproximadamente entre 100 y 150 idiomas minoritarios en todo el país. Según el censo ruso de 2010, 137.5 millones en todo el país hablaban ruso, 4.3 millones hablaban tártaro y 1.1 millones hablaban ucraniano. La constitución otorga a las repúblicas individuales del país el derecho a establecer sus propios idiomas estatales además del ruso, así como también garantiza a sus ciudadanos el derecho a preservar su idioma nativo y crear condiciones para su estudio y desarrollo. Sin embargo, varios expertos han afirmado que la diversidad lingüística de Rusia está disminuyendo rápidamente debido a que muchos idiomas están en peligro de extinción.

### Religión
Rusia es un estado secular, la libertad de culto está garantizada por la Constitución. La religión más extendida es el cristianismo ortodoxo oriental, representada principalmente por la Iglesia ortodoxa rusa. El cristianismo ortodoxo, junto con el islam, el budismo y el paganismo (ya sea preservado o revivido), son reconocidos por el derecho ruso como religiones tradicionales del país como parte de su patrimonio histórico. Las enmiendas a la constitución de 2020 introdujeron, en el artículo 67, la continuidad del estado ruso en la historia basada en la preservación de la «memoria de los antepasados», los «ideales y la creencia en Dios» en general que transmitieron los antepasados.
| Religión en Rusia                                                                | Religión en Rusia | Religión en Rusia | Religión en Rusia | Religión en Rusia |
| -------------------------------------------------------------------------------- | ----------------- | ----------------- | ----------------- | ----------------- |
| Religión                                                                         | Religión          |                   | Porcentaje        | Porcentaje        |
| Ortodoxos                                                                        | Ortodoxos         |                   | 50.1 %            | 50.1 %            |
| Sin religión                                                                     | Sin religión      |                   | 13 %              | 13 %              |
| Ateos                                                                            | Ateos             |                   | 25 %              | 25 %              |
| Musulmanes                                                                       | Musulmanes        |                   | 6.8 %             | 6.8 %             |
| Otros                                                                            | Otros             |                   | 5.1 %             | 5.1 %             |
| Fuente: Atlas de las religiones y nacionalidades de la Federación de Rusia 2012. |                   |                   |                   |                   |

Después del colapso de la Unión Soviética, hubo un resurgimiento de las religiones en Rusia, con la reaparición de las creencias tradicionales y el surgimiento de nuevas formas dentro de las creencias tradicionales, así como muchos nuevos movimientos religiosos. El islam es la segunda religión más grande de Rusia, y es la religión tradicional entre la mayoría de los pueblos del norte del Cáucaso y entre algunos pueblos túrquicos dispersos a lo largo de la región del Volga-Ural. Grandes poblaciones de budistas se encuentran en Kalmukia, Buriatia, el krai de Zabaikalie, y representan gran parte de la población en Tuvá. Muchos rusos practican otras religiones, incluido el rodnovery (neopaganismo eslavo), el asianismo (neopaganismo escita), otros paganismos étnicos y movimientos interpaganos como el anastasianismo, varios movimientos del hinduismo, el chamanismo siberiano y el tengrismo, varios movimientos neoteosóficos como el roeriquismo entre otras creencias.

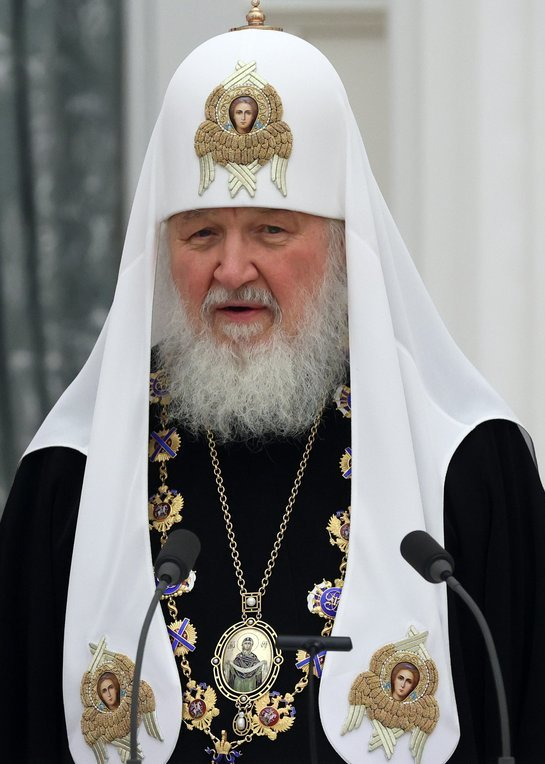
Cirilo I de Moscú, patriarca de la Iglesia ortodoxa rusa

En 2012, la organización de investigación Sreda, en cooperación con el Ministerio de Justicia, publicó Arena Atlas, un complemento del censo de 2010, que enumera en detalle las poblaciones y nacionalidades religiosas de Rusia, con base en una encuesta nacional de gran muestra. Los resultados mostraron que el 47.3 % de los rusos se declararon cristianos —que incluye el 41 % ortodoxos rusos, el 1.5 % simplemente ortodoxos o miembros de iglesias ortodoxas no rusas, el 4.1 % cristianos no afiliados y menos del 1 % de viejos creyentes, católicos o protestantes— 25 % eran creyentes sin afiliación a ninguna religión específica, el 13 % eran ateos, el 6.5 % eran musulmanes, el 1.2 % eran seguidores de «religiones tradicionales que honran a dioses y antepasados» (Rodnovery, otros paganismos, chamanismo siberiano y tengrismo), el 0.5 % eran budistas, el 0.1 % eran judíos religiosos y el 0.1 % eran hindúes.

### Educación

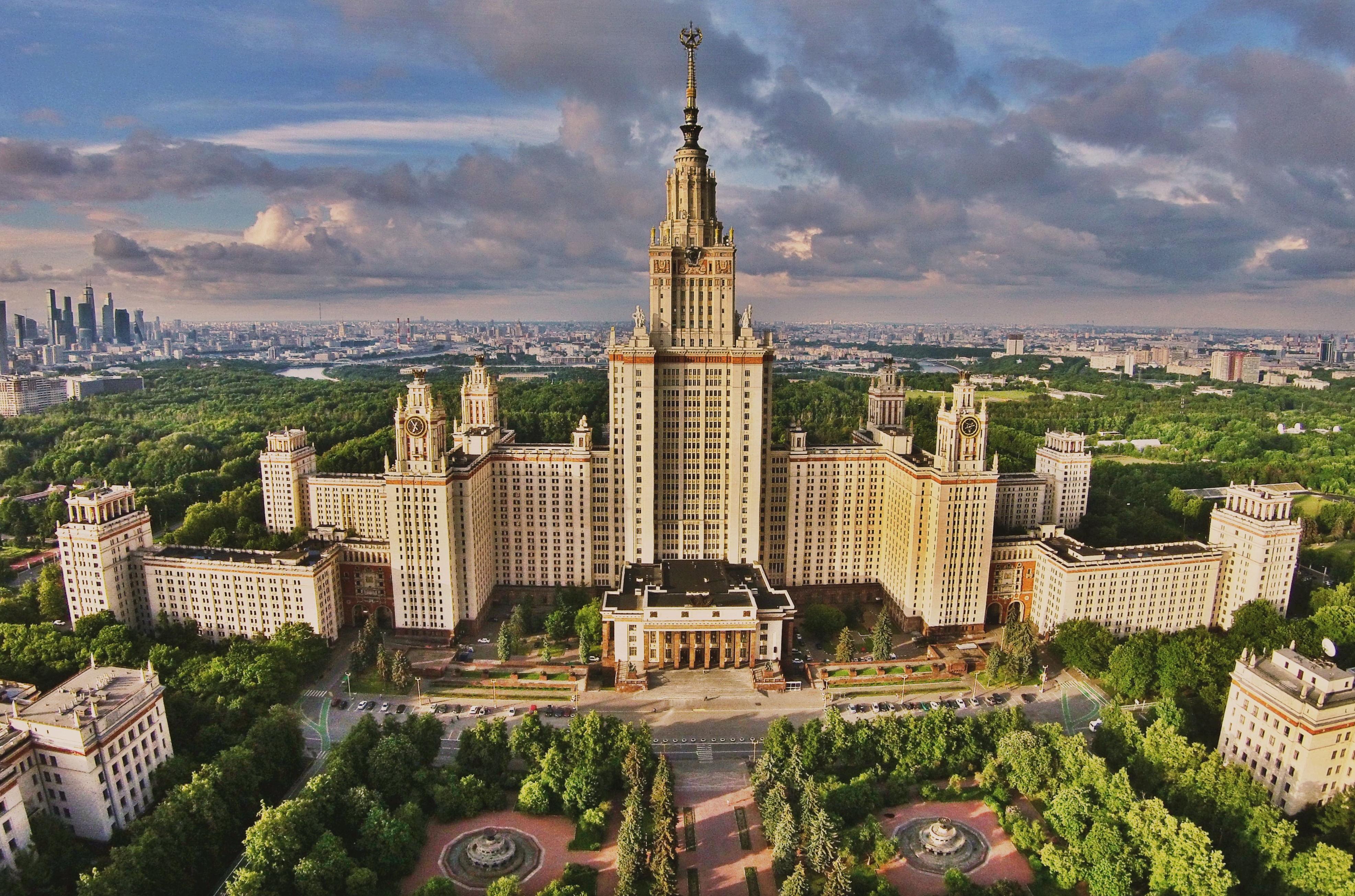
La Universidad Estatal de Moscú es la institución educativa más prestigiosa de Rusia.

De acuerdo a su constitución, Rusia otorga educación gratuita a sus ciudadanos. Casi toda la población adulta está alfabetizada. El Ministerio de Educación de Rusia es responsable de la educación primaria y secundaria, así como de la educación vocacional; mientras que el Ministerio de Educación y Ciencia de Rusia es responsable de la ciencia y la educación superior. Las autoridades regionales regulan la educación dentro de sus jurisdicciones dentro del marco vigente de las leyes federales. Rusia se encuentra entre los países más educados del mundo y tiene la tercera proporción más alta de graduados de educación superior en términos de porcentaje de la población, con un 62 %. Gastó aproximadamente el 4,7 % de su PIB en educación en 2018.
El sistema de educación preescolar de Rusia está muy desarrollado y es opcional; unas cuatro quintas partes de los niños de 3 a 6 años asisten a guarderías o jardines de infancia. La educación básica es obligatoria durante once años, a partir de entre los 6 y 7 años, se egresa con el certificado de educación general básica. Se requieren dos o tres años adicionales de escolaridad para obtener el certificado de nivel secundario, alrededor de siete octavos de los rusos continúan su educación más allá de este nivel.
La admisión a un instituto de educación superior es selectiva y altamente competitiva: los cursos de primer grado suelen durar cinco años. Las universidades más grandes y antiguas de Rusia son la Universidad Estatal de Moscú y la Universidad Estatal de San Petersburgo. Hay diez universidades federales de gran prestigio en todo el país. Rusia fue el quinto destino mundial para estudiantes internacionales en 2019, alberga aproximadamente 300 000 de ellos.

### Salud

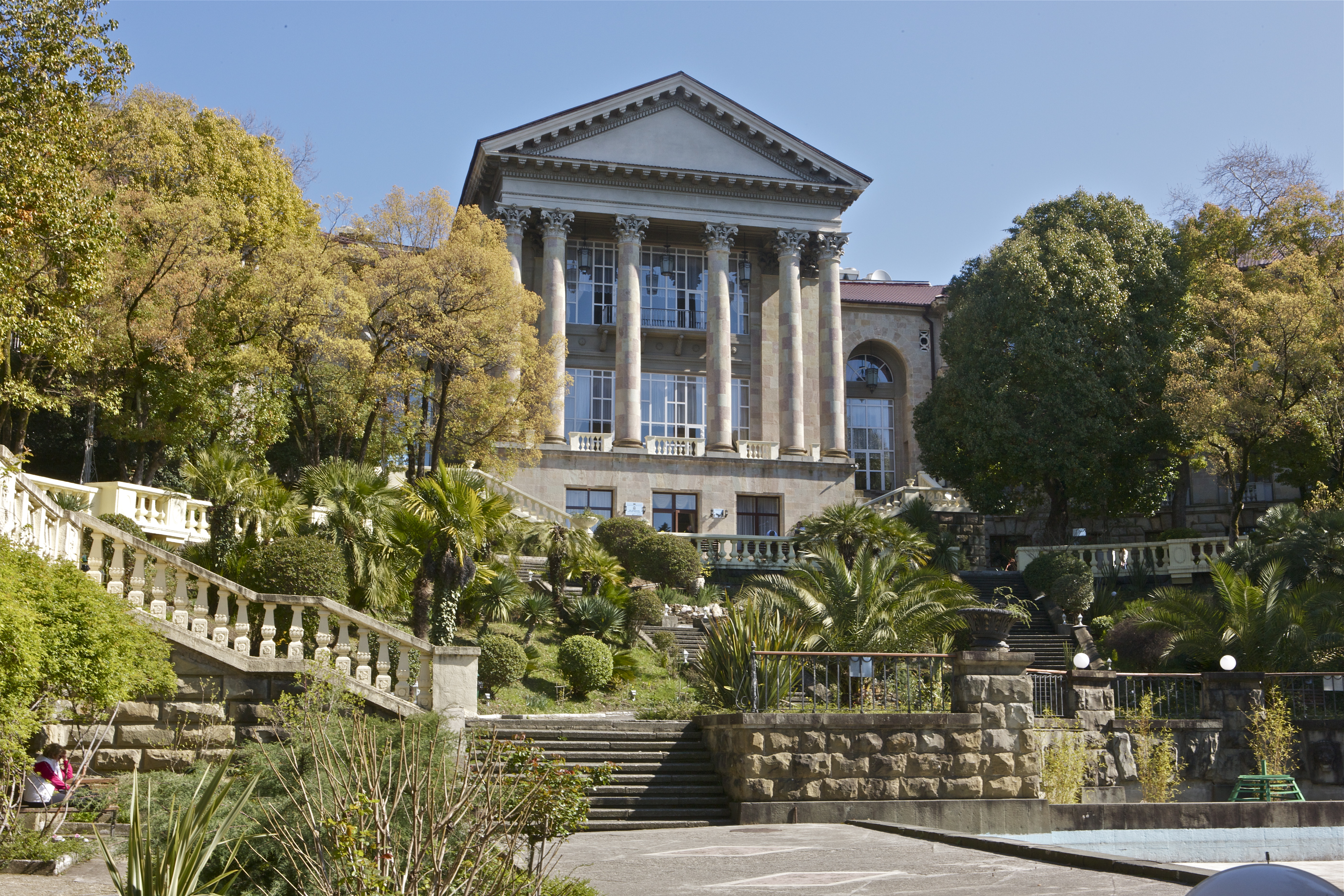
Metallurg, un sanatorio de la era soviética en Sochi.

Según la constitución, Rusia garantiza atención médica universal y gratuita para todos los ciudadanos rusos, a través de un programa de seguro médico estatal obligatorio. El Ministerio de Salud de la Federación de Rusia supervisa el sistema de salud pública del país, el sector emplea a más de dos millones de personas. Las regiones federales también tienen sus propios departamentos de salud que supervisan la administración local. Se necesita un plan de seguro médico privado separado para acceder a la atención médica privada en Rusia.
Rusia gastó el 5.65 % de su PIB en atención médica en 2019. Su gasto en atención médica es notablemente más bajo que el de otras naciones desarrolladas. Rusia tiene una población femenina mayor que la masculina, representa una de las tasas de desproporción por sexo más altas del mundo, con 0.859 hombres por cada mujer, debido a su alta tasa de mortalidad masculina. En 2019, la esperanza de vida general en Rusia al nacer era de 73,2 años (68,2 años para los hombres y 78,0 años para las mujeres) y tenía una tasa de mortalidad infantil muy baja (5 por cada 1000 nacidos vivos).
La principal causa de muerte en Rusia son las enfermedades cardiovasculares. La obesidad es un problema de salud frecuente en Rusia; 61,1 % de los adultos rusos tenían sobrepeso u obesidad en 2016. Sin embargo, la históricamente alta tasa de consumo de alcohol de Rusia es el mayor problema de salud en el país, ya que sigue siendo una de las más altas del mundo, a pesar de una marcada disminución en la última década. El tabaquismo es otro problema de salud en el país. La alta tasa de suicidios del país, aunque en declive, sigue siendo un problema social importante.

## Cultura

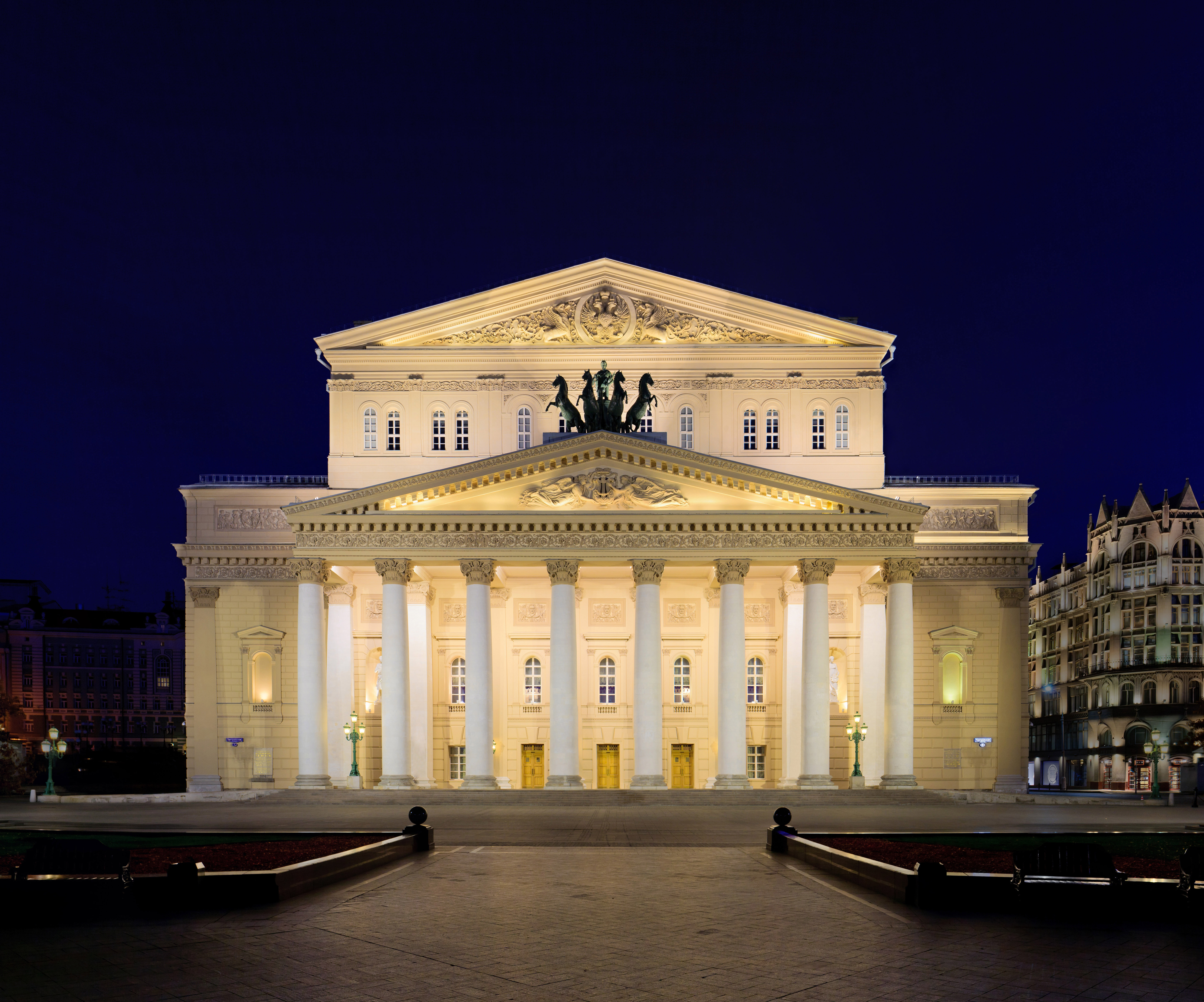
El Teatro Bolshói de Moscú, en la noche.

La cultura de Rusia se ha formado por la historia de la nación, su ubicación geográfica y su vasta extensión, las tradiciones religiosas y sociales y la influencia occidental. Los escritores y filósofos rusos han jugado un papel importante en el desarrollo del pensamiento europeo. Los rusos también han influido mucho en la música clásica, el ballet, el deporte, la pintura y el cine. La nación también ha hecho contribuciones pioneras a la ciencia y la tecnología y la exploración espacial.
Rusia alberga 30 sitios declarados Patrimonio de la Humanidad por la Unesco, 19 de los cuales son culturales; mientras que 27 sitios más se encuentran en la lista tentativa. La gran diáspora rusa alrededor del globo también ha jugado un papel importante en la difusión de la cultura rusa en todo el mundo. El símbolo nacional de Rusia, el águila bicéfala, se remonta a la época del zarismo y aparece en su escudo de armas y heráldica. El Oso ruso y la Madre Rusia se utilizan a menudo como personificaciones nacionales del país. Las matrioshkas son consideradas un ícono cultural de Rusia.

### Festividades

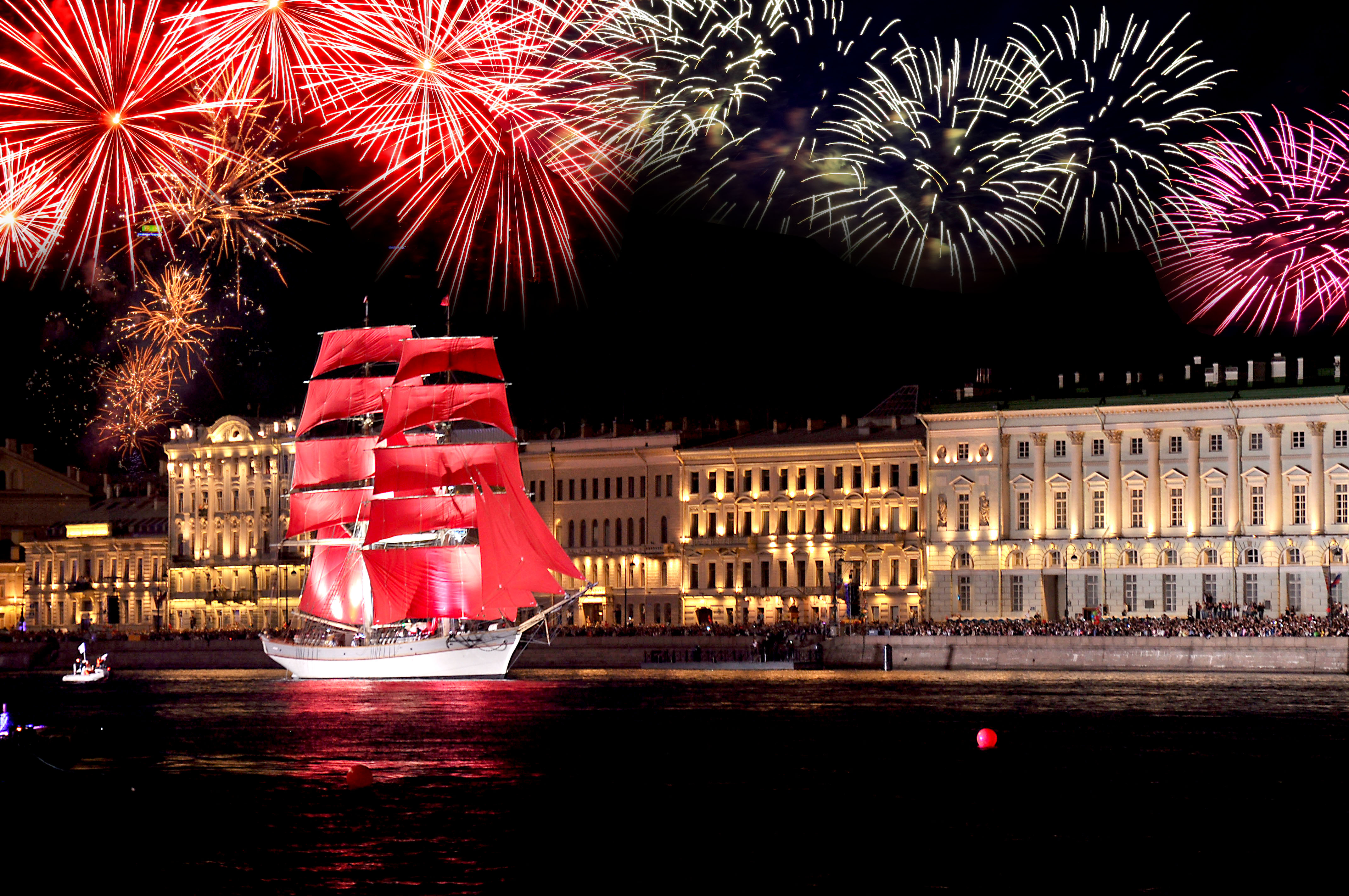
La tradición de las velas escarlatas se celebra a lo largo del río Nevá en San Petersburgo

Rusia tiene ocho días festivos oficiales —públicos, patrióticos y religiosos—. El año comienza el 1 de enero con el Día de Año Nuevo, seguido pronto por la Navidad ortodoxa rusa el 7 de enero; ambos son los días festivos más populares del país. El Día de los defensores de la Patria, dedicado a los hombres, se celebra el 23 de febrero. El Día Internacional de la Mujer, el 8 de marzo, cobró impulso en Rusia durante la era soviética. La celebración anual de la mujer se ha vuelto tan popular, especialmente entre los hombres rusos, que los vendedores de flores de Moscú a menudo obtienen ganancias «15 veces» mayores que en otras festividades. El Día de la Primavera y del Trabajo, originalmente una fiesta de la era soviética dedicada a los trabajadores, se celebra el 1 de mayo.
El Día de la Victoria, que honra la victoria soviética sobre la Alemania nazi y el fin de la Segunda Guerra Mundial en Europa, se celebra con un gran desfile anual en la Plaza Roja de Moscú; y marca el famoso evento civil del Regimiento inmortal. Otros días festivos patrióticos incluyen el Día de Rusia el 12 de junio, celebrado para conmemorar la declaración de soberanía de Rusia tras el colapso de la Unión Soviética; y el Día de la Unidad Popular el 4 de noviembre, en conmemoración del levantamiento de 1612 que marcó el fin de la ocupación polaca de Moscú.
Hay muchos días festivos populares no públicos. El Año nuevo viejo se celebra el 14 de enero. Maslenitsa es una antigua y popular fiesta popular eslava oriental. El Día de la Cosmonáutica el 12 de abril, en homenaje al primer viaje humano al espacio. Dos importantes fiestas cristianas son la Pascua y el Domingo de Trinidad.

### Arte y arquitectura
La pintura rusa temprana está representada en íconos y frescos vibrantes. A principios del siglo XV, el maestro pintor de íconos Andréi Rublev creó algunas de las obras de arte religiosas más preciadas de Rusia. La Academia de Artes de Rusia, que se estableció en 1757 para capacitar a artistas rusos, trajo técnicas occidentales de pintura secular a Rusia. En el siglo XVIII, los académicos Iván Argunov, Dmitri Levitski y Vladímir Borovikovski se volvieron influyentes. A principios del siglo XIX, se vieron muchas pinturas destacadas de Karl Briulov y Aleksandr Ivánov, ambos conocidos por sus históricos lienzos románticos.
En la década de 1860, un grupo de realistas críticos (Peredvízhniki), dirigido por Iván Kramskói, Iliá Repin y Vasili Perov; rompió con la academia y retrató los múltiples aspectos de la vida social en pinturas. La llegada del siglo XX vio el surgimiento del simbolismo; representada por Mijaíl Vrúbel y Nikolái Roerich. La vanguardia rusa floreció desde aproximadamente 1890 hasta 1930; y los artistas influyentes a nivel mundial de esta época fueron El Lisitski, Kazimir Malévich, Natalia Goncharova, Vasili Kandinski y Marc Chagall.
La historia de la arquitectura rusa comienza con los primeros edificios de artesanía en madera de los antiguos eslavos y la arquitectura de las iglesias de la Rus de Kiev. Tras la cristianización de la Rus de Kiev, durante varios siglos estuvo influenciada predominantemente por la arquitectura bizantina. Aristóteles Fioravanti y otros arquitectos italianos trajeron las tendencias renacentistas a Rusia. El siglo XVI vio el desarrollo de iglesias únicas en forma de cubierta en pabellón; y el diseño de cúpula bulbosa, que es una característica distintiva de la arquitectura rusa. En el siglo XVII, el «estilo ardiente» de ornamentación floreció en Moscú y Yaroslavl, allanando gradualmente el camino para el barroco Naryshkin de la década de 1680.
Después de las reformas de Pedro el Grande, la arquitectura de Rusia se vio influenciada por los estilos de Europa occidental. El gusto del siglo XVIII por la arquitectura rococó dio lugar a las espléndidas obras de Bartolomeo Rastrelli y sus seguidores. Los arquitectos rusos más influyentes del siglo XVIII; Vasili Bazhénov, Matvéi Kazakov e Iván Stárov crearon monumentos duraderos en Moscú y San Petersburgo, y establecieron una base para las futuras formas de la arquitectura rusa. Durante el reinado de Catalina la Grande, San Petersburgo se transformó en un museo al aire libre de arquitectura neoclásica. Bajo Alejandro I, el estilo Imperio se convirtió en el estilo arquitectónico de facto. La segunda mitad del siglo XIX estuvo dominada por el estilo neobizantino y el estilo neorruso. A principios del siglo XX, el renacimiento neoclásico ruso se convirtió en una tendencia. Los estilos predominantes de finales del siglo XX fueron el modernismo, el constructivismo y el clasicismo socialista.

### Música

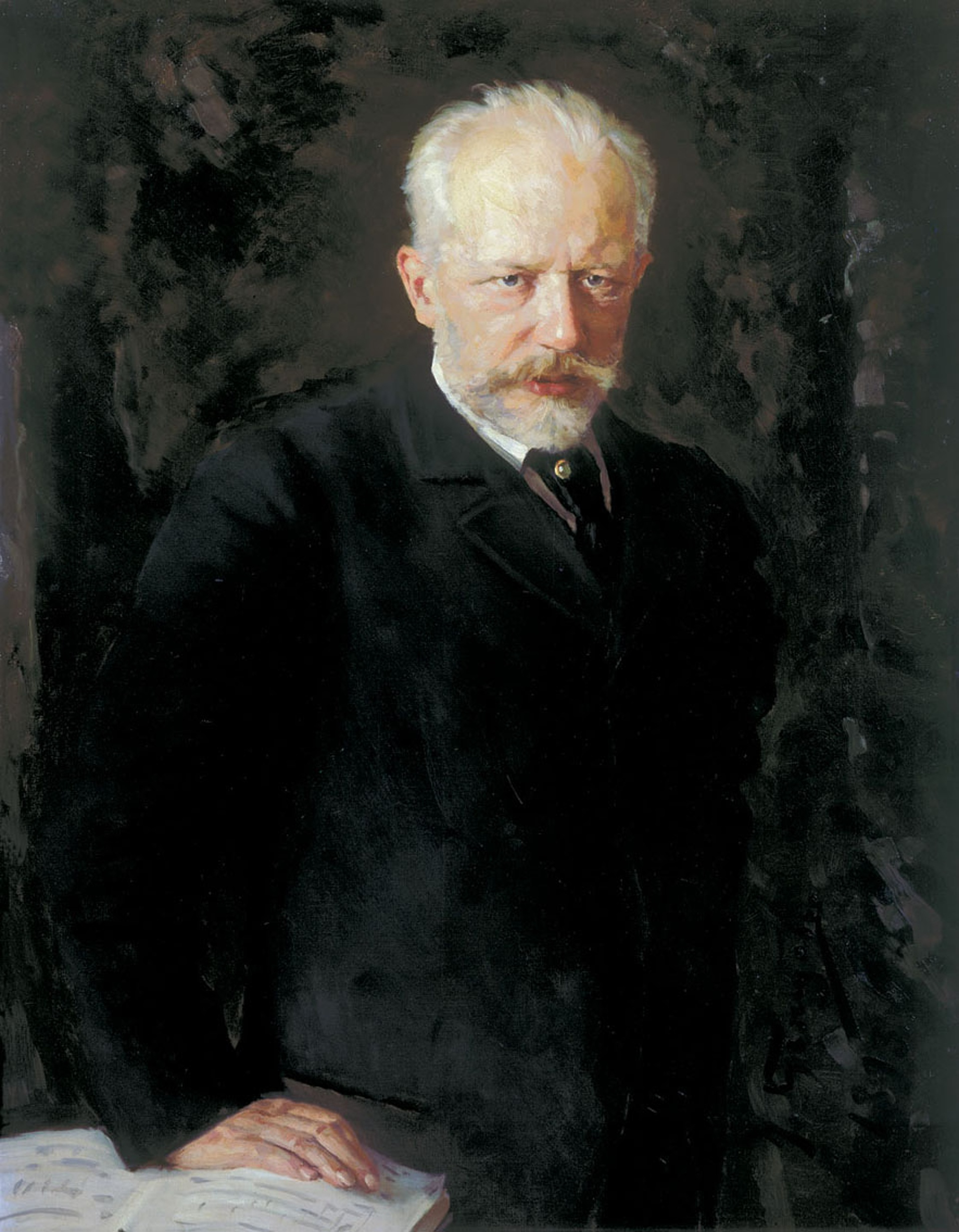
Piotr Ilich Chaikovski (1840-1893), en una pintura de Nikolái Kuznetsov; en 1893.

Hasta el siglo XVIII, la música en Rusia consistía principalmente en música de iglesia y canciones y bailes folclóricos. En el siglo XIX, se definió por la tensión entre el compositor clásico Mijaíl Glinka y sus seguidores, el Grupo de los Cinco, que luego fueron sucedidos por el círculo Beliáyev, y la Sociedad musical rusa dirigida por los compositores Antón y Nikolái Rubinstein. La tradición posterior de Piotr Ilich Chaikovski, uno de los más grandes compositores de la época romántica, fue continuada en el siglo XX por Serguéi Rajmáninov, uno de los últimos grandes representantes del romanticismo en la música clásica rusa y europea. Los compositores de renombre mundial del siglo XX incluyen a Aleksandr Scriabin, Aleksandr Glazunov, Ígor Stravinski, Serguéi Prokófiev y Dmitri Shostakovich, y más tarde a Edison Denisov, Sofia Gubaidulina, Gueorgui Svirídov y Alfred Schnittke.
Los conservatorios soviéticos y rusos han producido generaciones de solistas de renombre mundial. Entre los más conocidos se encuentran los violinistas David Óistraj y Gidon Kremer; el violonchelista Mstislav Rostropóvich; los pianistas Vladimir Horowitz, Sviatoslav Richter y Emil Guilels; y la vocalista Galina Vishnévskaya.
Durante la era soviética, la música popular también produjo una serie de figuras de renombre, como los dos baladistas —Vladímir Visotski y Bulat Okudzhava, y artistas como Ala Pugachova. El jazz, incluso con las sanciones de las autoridades soviéticas, floreció y evolucionó hasta convertirse en una de las formas musicales más populares del país. En la década de 1980, la música rock se hizo popular en Rusia y produjo bandas como Aria, Aquarium, DDT y Kinó; el líder de este último, Víktor Tsoi, fue en particular una figura gigantesca. La música pop ha seguido floreciendo en Rusia desde la década de 1960, con actos mundialmente famosos como t.A.T.u.

### Literatura
La literatura rusa se considera una de las más influyentes y desarrolladas del mundo, contribuyendo con muchas de las más conocidas obras literarias. La historia literaria rusa data del siglo X, y de principios del XIX emergió una tradición nativa, desarrollando a los más grandes escritores de todos los tiempos. Este periodo y la Edad de oro de la poesía rusa comenzó con Aleksandr Pushkin, considerado el fundador de la literatura rusa moderna y frecuentemente descrito como el Shakespeare ruso. Entre los más renombrados poetas y escritores rusos del siglo XIX están Yevgueni Baratynski, Mijaíl Lérmontov, León Tolstói, Nikolái Gógol, Iván Turguénev y Fiódor Dostoyevski. Iván Goncharov, Mijaíl Saltykov-Shchedrín, Antón Chéjov, Alekséi Písemski y Nikolái Leskov hicieron aportaciones duraderas a la prosa rusa. Tolstói y Dostoyevski en particular fueron unas figuras titánicas hasta el punto de que muchos críticos literarios caracterizaron a uno o al otro como el mejor novelista que jamás haya existido.

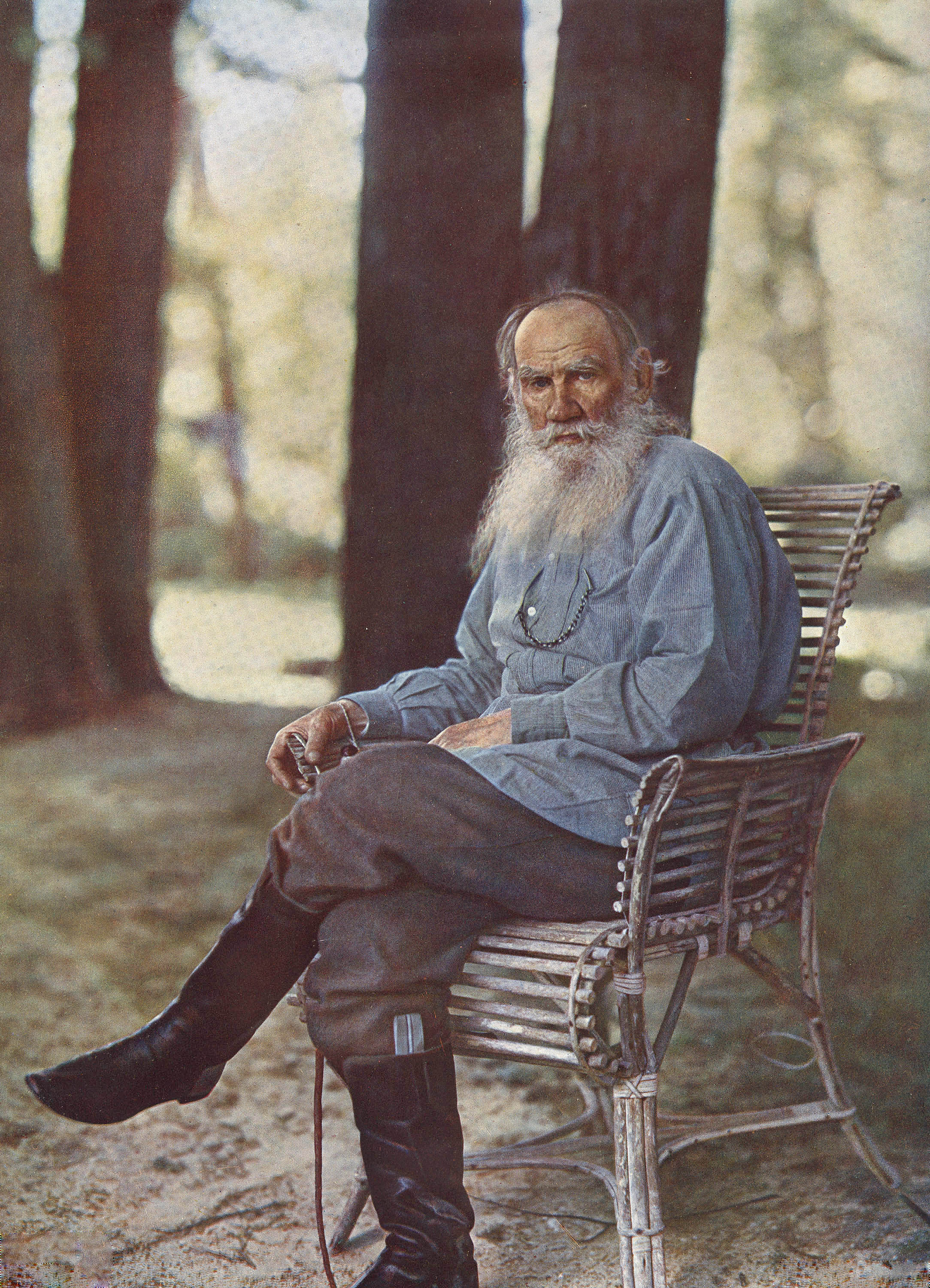
León Tolstói (1828-1910), escritor.

En los años 1880 la literatura rusa empezó a cambiar. La era de los grandes novelistas había acabado y los relatos cortos y poesía empezaron a ser los géneros dominantes para las siguientes décadas conocidas como la Edad de plata de la poesía rusa. Dominada anteriormente por el realismo, la literatura rusa entre 1893 y 1914 estaba dominada por el simbolismo. Los escritores destacados de este período incluyen a Valeri Briúsov, Andréi Bely, Viacheslav Ivánov, Aleksandr Blok, Nikolái Gumiliov, Dmitri Merezhkovski, Fiódor Sologub, Anna Ajmátova, Ósip Mandelshtam, Marina Tsvetáyeva, Leonid Andréyev, Iván Bunin y Máximo Gorki.
Después de la revolución rusa de 1917 y la guerra civil, la vida cultural estaba en caos. Algunos arraigados escritores salieron de Rusia, mientras que estaba emergiendo una nueva generación de escritores con talento quienes simpatizaban con la revolución. Los más entusiastas se unieron en organizaciones con el objetivo de crear una nueva y distintiva cultura proletaria para un nuevo estado. En los años 1920 los escritores disfrutaron de una amplia tolerancia. En los años 1930 la censura se endureció en línea con la política de Stalin del realismo socialista. Después de su muerte hubo un deshielo en las restricciones, que fueron disminuidas. En los años 1970 y años 1980, los escritores ignoraban cada vez más la guía del realismo socialista. Los principales escritores de la era soviética son Vladímir Mayakovski, Yevgueni Zamiatin, Isaak Bábel, Ilf y Petrov, Yuri Olesha, Vladímir Nabókov, Mijaíl Bulgákov, Borís Pasternak, Serguéi Yesenin, Mijaíl Shólojov, Aleksandr Solzhenitsyn, Yevgueni Yevtushenko y Andréi Voznesenski.

### Cine

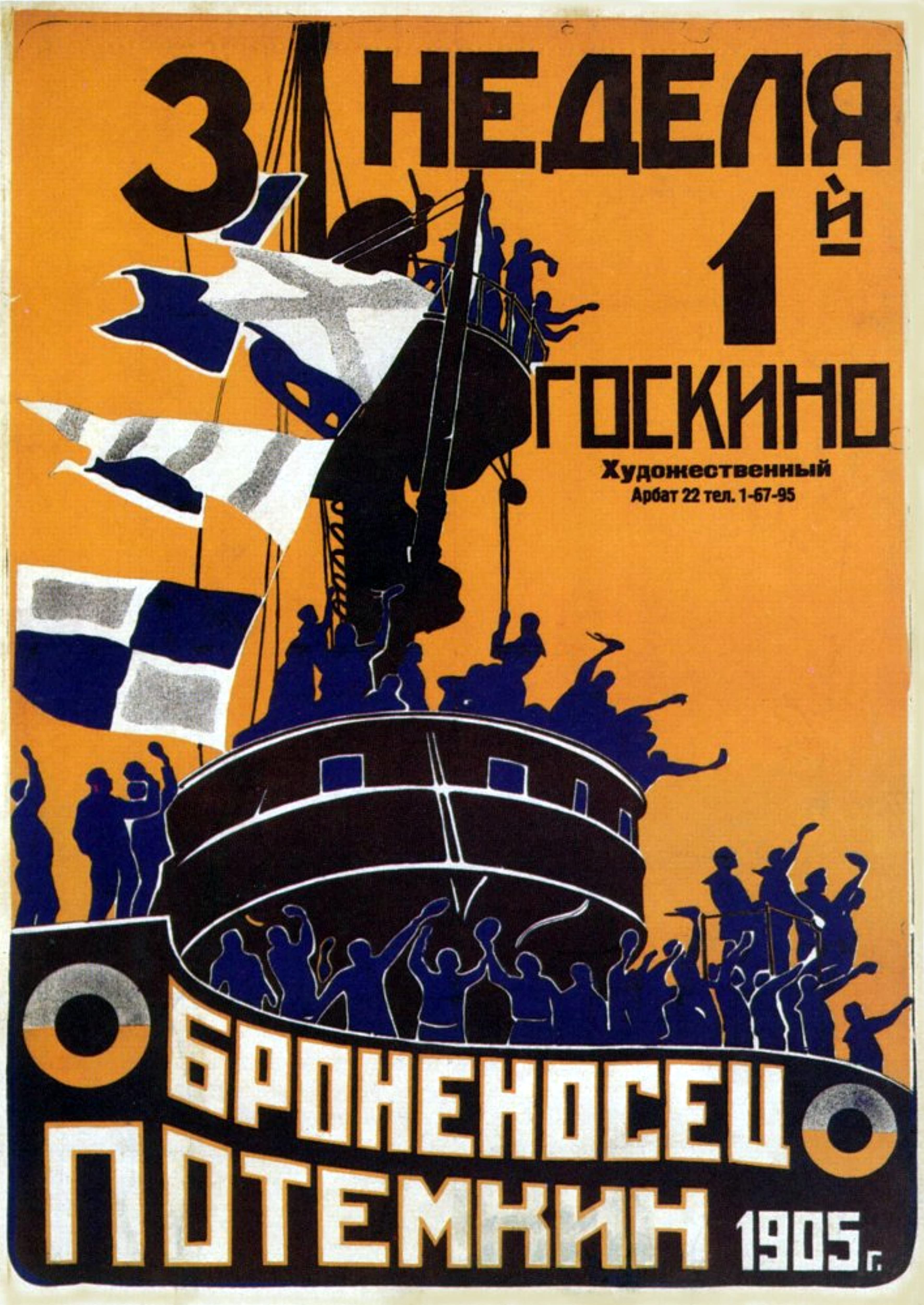
Póster de la película El acorazado Potemkin (1925).

Mientras que en los países industrializados del Occidente, las imágenes en movimiento se consideraron al principio como una forma barata de recreación y ocio para la clase trabajadora, la producción del cine ruso destacó a partir de la revolución de 1917 al explorar la edición como la forma primaria de expresión cinematográfica. El cine ruso y posteriormente soviético era el núcleo de la invención en el período inmediatamente posterior a la revolución de 1917, resultando en películas mundialmente renombradas como El acorazado Potemkin. Los directores de cine de la era soviética, particularmente Serguéi Eisenstein y Andréi Tarkovski, se convertirían en los cinematográficos más innovadores e influyentes del mundo.
Lev Kuleshov, profesor de Eisenstein, cinematográfico y teórico, formuló el innovador proceso llamado montaje en la primera escuela del cine del mundo, la Universidad Panrusa Gerásimov de Cinematografía en Moscú. Dziga Vértov, cuya teoría Cine-Ojo sobre que la cámara, como el ojo humano, es mejor para explorar la vida real, tuvo un gran impacto en el desarrollo de la realización de documentales y el realismo del cine. En 1932, Stalin hizo del realismo socialista la política estatal, lo que reprimió la creatividad, a pesar de lo cual muchos filmes soviéticos eran artísticamente exitosos, por ejemplo Chapáyev (sobre Vasili Chapáyev), Cuando pasan las cigüeñas de Mijaíl Kalatózov y Balada sobre un soldado de Grigori Chujrái. Las comedias de Leonid Gaidái de los años 1960 y años 1970 fueron inmensamente populares, cuyos latiguillos siguen en uso en la actualidad. 1969 fue el año del lanzamiento de la película Sol blanco del desierto de Vladímir Motyl, con la que comenzó el género de los osterns. Una de las tradiciones de los cosmonautas es ver este filme antes de cada viaje al espacio.
Las décadas de 1980 y 1990 fueron años de crisis para el cine ruso. A pesar de la recientemente adquirida libertad de expresión, los subsidios estatales se redujeron drásticamente, disminuyendo el número de filmes producidos. En los primeros años del siglo XXI aumentó la audiencia con la subsecuente prosperidad de la industria gracias al rápido desarrollo económico. Los niveles de producción alcanzaron los del Reino Unido y Alemania. Si en 1996 los ingresos de las taquillas eran de unos 6 millones de dólares, en 2007 fueron de 565 millones (un 37% más que en 2006). El cine ruso sigue obteniendo reconocimiento internacional. El arca rusa (2002) de Aleksandr Sokúrov fue el primer largometraje consistente en una sola toma sin editar.

## Deporte

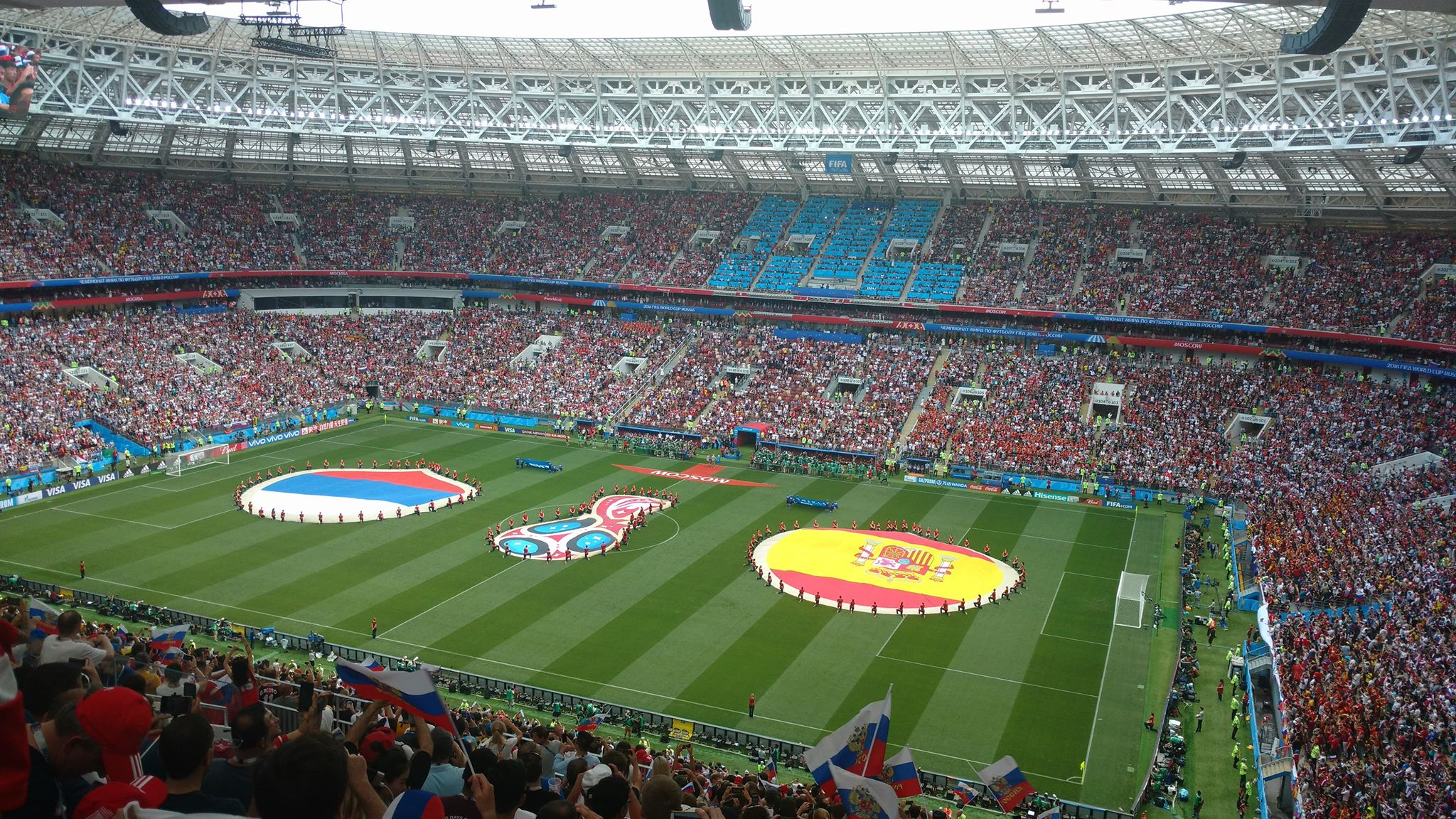
Estadio Olímpico Luzhnikí.

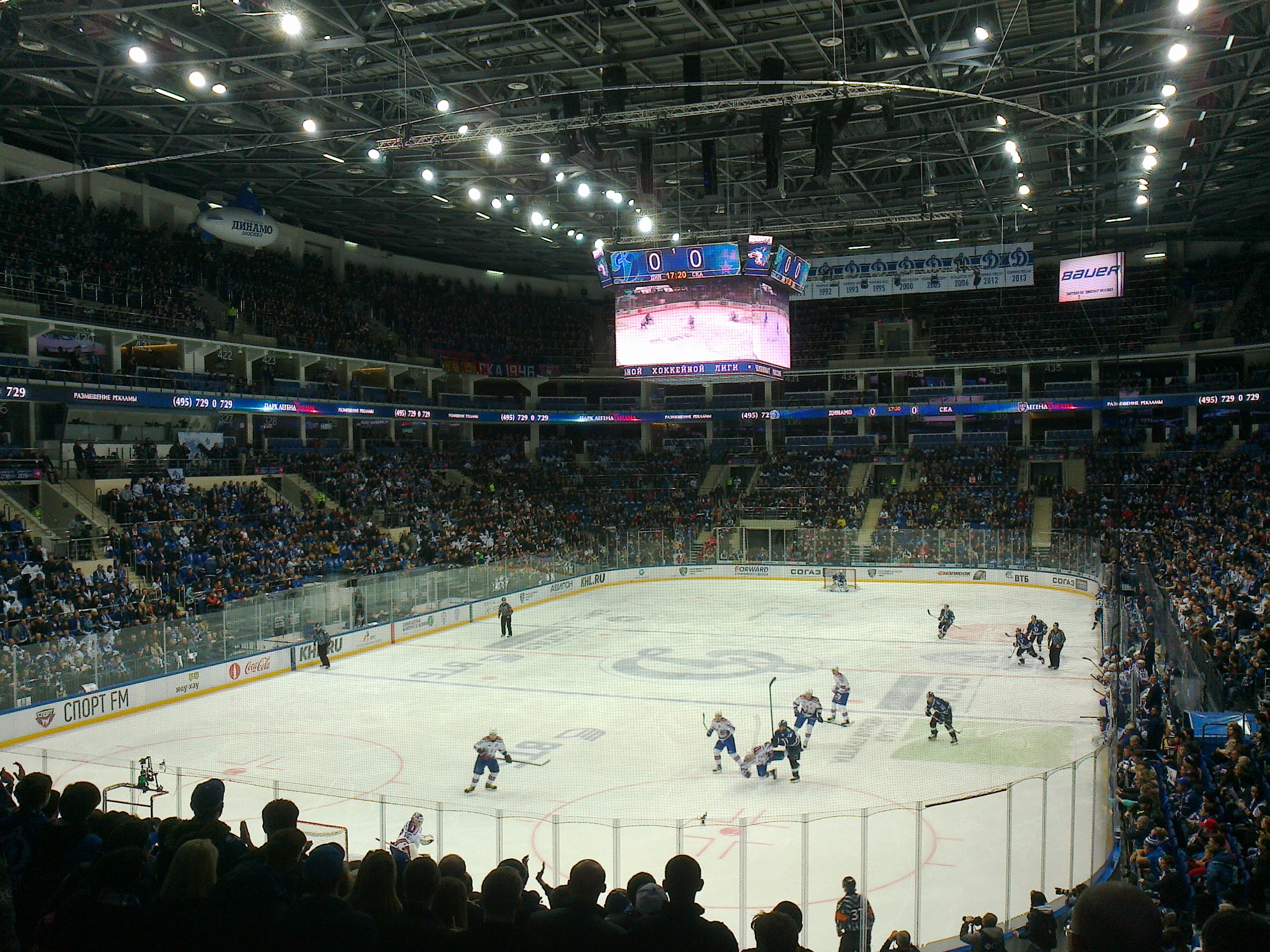
Liga Continental de Hockey.

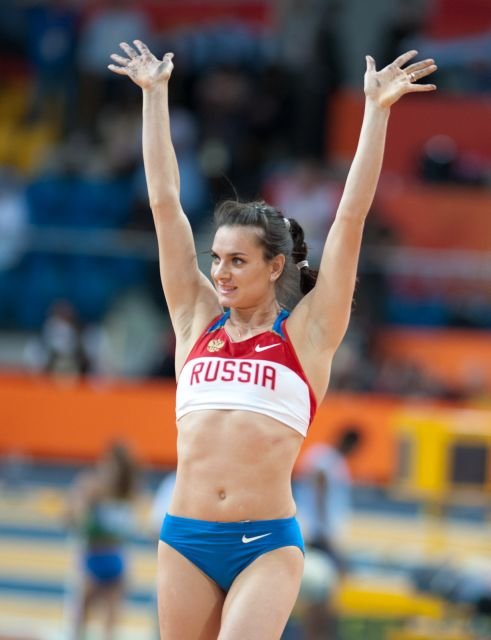
Yelena Isinbáyeva, la mejor pertiguista de todos los tiempos.

Los deportes de invierno tienen la mayor popularidad en Rusia. El patinaje sobre hielo y el hockey sobre hielo son muy populares como deportes de ocio y como deportes para espectadores. La selección rusa de hockey sobre hielo ganó el campeonato mundial en el año 2008, en tanto que los Liga Continental de Hockey se ha expandido a varios países de Europa Oriental. En el patinaje artístico Rusia cuenta con deportistas tan destacados como Yevgueni Pliúshchenko. El esquí a campo traviesa tenía gran popularidad como deporte de ocio durante la época soviética, aunque su popularidad se ha disminuido en los últimos años.
Entre otros deportes, el atletismo tiene mucha popularidad, en casi todas sus facetas. En tenis se han destacado María Sharápova, Marat Safin u Yevgueni Káfelnikov (en tenis), que han logrado el primer puesto en la clasificación mundial. En gimnasia sobresalen Alekséi Nemov, Aliyá Mustáfina y Svetlana Jórkina que han logrado medallas de oro, plata y bronce en diferentes competencias de gimnasia, incluyendo en los Juegos Olímpicos. También destacan en gimnasia ritmica, potencias a nivel mundial, donde sobresalen Alina Kabaeva y Evgenia Kanaeva
Después de la desaparición de la Unión Soviética, el fútbol ha llegado a los primeros planos, pasando a ser una de las disciplinas dominantes. Existen clubes conocidos a nivel internacional, como lo son el Spartak Moscú (campeón de la liga rusa en diez ocasiones); el CSKA Moscú (campeón de la Copa de la UEFA en 2005), el Zenit San Petersburgo (ganador del mismo torneo en 2008) y campeón de la supercopa europea de ese mismo año y Rubin Kazan (campeón de la liga premier de Rusia en 2008).
La selección rusa es considerada como la sucesora oficial de la selección de la Unión Soviética, por lo que todos los logros que consiguió dicha nación son oficialmente heredados para Rusia. A lo largo de su historia ha participado en once mundiales de este deporte, en ocho ocasiones como Unión Soviética (Suecia 58, Chile 62, Inglaterra 66, México 70 y 86, España 82 e Italia 90) y cuatro como la actual Rusia (USA 94, Corea-Japón 2002, Brasil 2014 y como sede en 2018). Su mejor actuación como Unión Soviética fue haber conseguido el cuarto lugar en la edición de  1966; y con el nombre de Rusia llegó hasta los cuartos de final de la edición  2018. Ha asistido a la Eurocopa de naciones en 11 ocasiones, siendo campeón de la primera edición en 1960 y subcampeón en 1964, 1972 y 1988 como Unión Soviética. Su mejor participación como Rusia fue en 2008, en donde logró conseguir el tercer lugar.
Rusia ha dado dos grandes futbolistas que forman parte de la historia del balompié mundial, como lo son Lev Yashin, que es considerado el mejor portero de todos los tiempos; y Oleg Salenko, quien posee el histórico récord de 5 goles en un mismo partido, logrado el 28 de junio de 1994 ante Camerún en el Mundial de Estados Unidos.
La selección de baloncesto ganó el Campeonato Europeo en 2007. También, como Unión Soviética ha ganado 14 Eurobasket y tres campeonatos mundiales de baloncesto, en 1967, 1974 y 1982.
El rugby también es uno de los deportes que poco a poco se ha estado ganando la popularidad de los jóvenes. Durante este año logró ser invitada al Circuito Mundial de Rugby 7 en Hong Kong, y su selección de XV conocida como los osos disputó la Copa Mundial de Rugby 2011, pero terminó siendo derrotada en sus 4 partidos del grupo C frente a selecciones experimentadas como Irlanda, Australia, Estados Unidos e Italia.
El voleibol ruso es uno de los más importantes a nivel mundial tanto en su rama masculina como en la femenina.
El ajedrez es otro deporte que se practica, podría ser considerado el deporte nacional. Rusia tiene el honor de tener el mayor número de campeones mundiales (muchos de los cuales figuran con bandera de la Unión Soviética, pero nacieron en territorio ruso actual): Mijaíl Botvínnik, Vasili Smyslov, Borís Spaski, Mijaíl Tal, Tigran Petrosian, Alexander Alekhine. En esta disciplina, Garry Kaspárov y Anatoli Kárpov son los ajedrecistas más conocidos a nivel mundial en la época contemporánea, ya que ambos han ganado el Campeonato del mundo de ajedrez. Tras el Cisma del ajedrez ha habido más campeones rusos como Vladímir Krámnik. La Escuela Soviética de ajedrez es una de las más famosas y profesionales a nivel mundial, la cual fundada por Mijaíl Botvínnik. El ajedrez ruso también hizo una aparición importante en la reciente serie de Netflix Gambito de Dama, en la cual el Campeón mundial de Ajedrez es precisamente de proveniencia rusa. Hoy en día Rusia cuenta con varios deportistas de élite mundial en el mundo del ajedrez, tales como Yan Nepómniashchi, Daniel Dubov, Alexander Grischuk, entre otros.

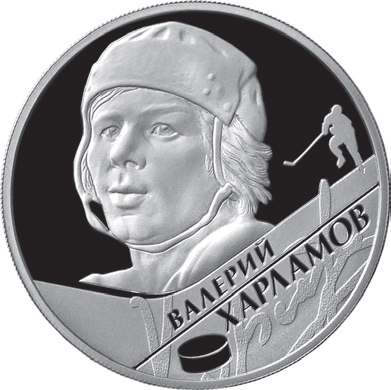
Valeri Jarlamov, hijo de una vasca exiliada por la Guerra Civil.

En ciclismo Rusia tiene a cinco de los mejores ciclistas de los últimos años en las figuras de Vladímir Karpets, Vladímir Yefimkin, Pável Tonkov, Yevgueni Berzin y Denís Menshov. También destacan en el ciclismo en pista, modalidad en la que han conseguido varios campeonatos del mundo.
En fútbol playa Rusia es el actual campeón de la Eurocopa de fútbol playa y bicampeón mundial, pues obtuvo la Copa mundial de fútbol playa en 2011 y 2013.
En balonmano tuvo su época dorada en los 90 con varios títulos europeos y mundiales.
En verano del año 1980, la ciudad de Moscú (por entonces capital de la Unión Soviética) fue la sede de los XXII Juegos Olímpicos y la ciudad de Sochi fue la sede de los Juegos Olímpicos de invierno de 2014. 
El 2 de diciembre de 2010, la FIFA dio a conocer que Rusia ganó la candidatura para organizar la Copa Mundial de Fútbol de 2018, en la cual preparó 12 sedes en las que se jugaron los partidos. Las ciudades sedes fueron: Moscú (dos estadios), Kaliningrado, Samara, San Petersburgo, Ekaterimburgo, Rostov del Don, Sochi, Krasnodar, Nizni Nóvgorod, Kazán, Saransk y Volgogrado; inició el 14 de junio y finalizó el 15 de julio.